# Podolsk
Podolsk (en russe : Подо́льск) est une ville de l'oblast de Moscou, en Russie, et le centre administratif du raïon de Podolsk. 
La ville forme une unité administrative et territoriale (une ville d'importance régionale avec un territoire administratif) et la municipalité du même nom avec le statut de District urbain. Il est situé sur la rivière Pakhra (un affluent de la Moskova). L'une des plus grandes villes satellites de Moscou (la deuxième après Balashikha). Jusqu'en 2015, il était également le centre administratif du District de Podolsk, aujourd'hui supprimé.
À 30 km du centre-ville de Moscou et à 10 km de MKAD. Dans la partie Nord, il est bordé par Moscou (colonies de voskresenskoye et Ryazanovskoye), au Sud — avec le District de Tchekhov. La superficie de la ville proprement dite (avant l'unification avec Klimovsky) selon Rosstat était de 37,92 km2, et selon les actes législatifs de la région de Moscou - 40,39 km2. La population du District urbain-350 634 personnes, y compris la ville elle — même-312 911 personnes. (2024) personnes, y compris dans les anciennes frontières qui existaient avant l'été 2015, 223 896 personnes. (2015), ainsi que inclus dans la ville de Podolsk, la ville de klimovsk (56 239 personnes en 2015) et le village de Lviv (10 852 personnes en 2015). Un grand centre industriel et culturel de la région de Moscou.
Il est formé à partir du village de Podol, qui appartenait au XVIIIe siècle au monastère Danilov de Moscou. Le statut de la ville a reçu en 1781. En 1971, il est décoré de l'ordre de la bannière rouge Du travail. En 2004, elle est dotée du statut d'aire urbaine.

## Géographie
Podolsk est situé sur la plaine Moskvoretsky-oksky, au centre de la plaine d'Europe de l'est, sur les rives de la rivière pakhra (affluent droit de la rivière Moscou). La ville est située au Sud de la capitale, à 36 km de son centre et à 15 km de MKAD, sur l'autoroute et la direction Koursk du chemin de fer de Moscou. Il couvre une superficie de 4039 hectares. La majeure partie de Podolsk est située sur la rive droite de pakhra et à l'ouest de la voie ferrée.

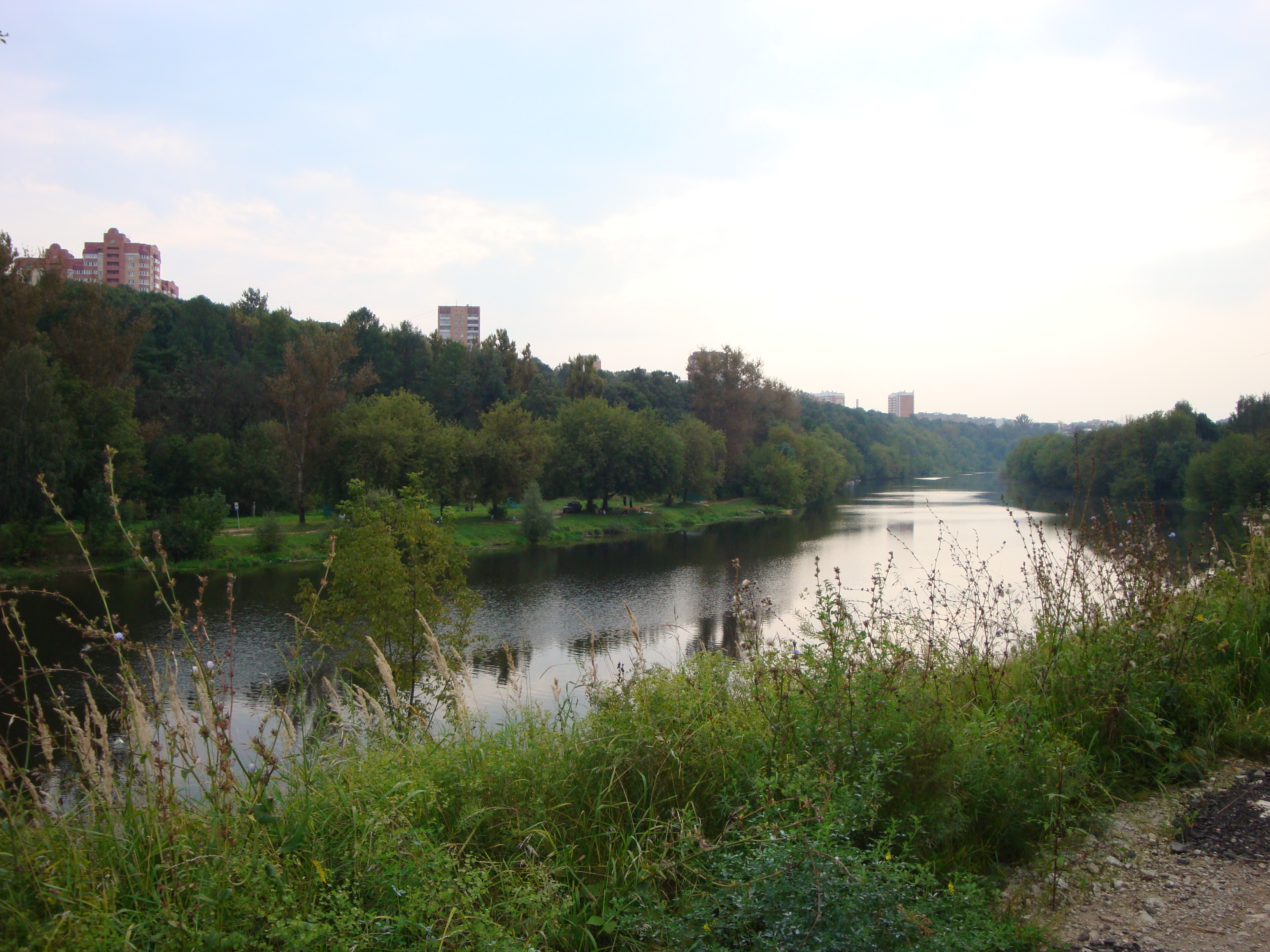
Rivière pahra dans la ville de Podolsk et les maisons dans le quartier du Parc

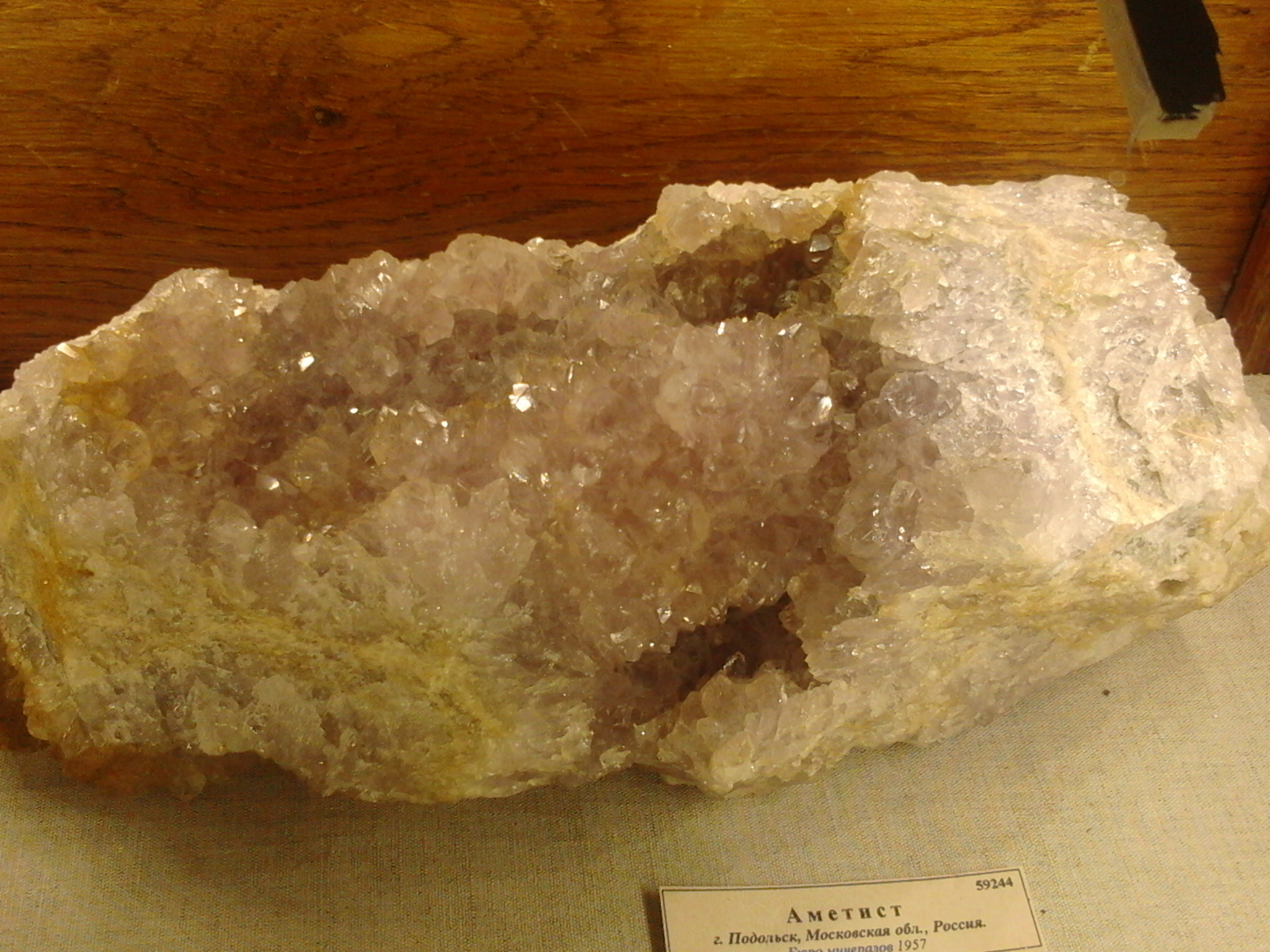
Améthyste minérale découverte dans la ville de Podolsk en 1957

Au Nord, il est bordé par la ville de Moscou, à savoir les colonies de voskresenskoe et Ryazanovskoe du District administratif de novomoskov.
La structure géologique du territoire sur lequel se trouve Podolsk est similaire à celle de la plaine d'Europe de l'est: elle est plate, mais en même temps pas plate, avec une différence d'altitude. La ville est située sur le territoire de la province physico-géographique de Moscou-oksk sous-zones de forêts mixtes de la zone forestière, avec une prédominance des paysages des plaines moraines et aquatiques. Les sols sont alluviaux, gris forêt. Sur le territoire de la ville il y a des dépôts de calcaire dolomitizirovannogo, qui a reçu pour la texture fine et la belle couleur blanche du nom «Podolsky Marble». Cependant, son développement n'est pas actuellement en cours.

### Climat
Le climat est modérément continental avec des hivers relativement froids (début novembre - fin mars) et des étés chauds et humides (mi — mai-début septembre). Le passage fréquent des cyclones de l'Atlantique et parfois de la Méditerranée entraîne une augmentation de la nébulosité. Le climat est caractérisé par une variabilité annuelle importante des conditions de rayonnement. Les températures moyennes sont: janvier-environ -9,4 °C, juillet — +18,4 °C. la durée moyenne de la période sans gel est d'environ 130 jours. La moyenne annuelle des précipitations-668 mm, avec des fluctuations dans certaines années de 390 à 850 mm. précipitations Maximales (390 mm) tombe en été, minimum (160 mm) — en hiver.

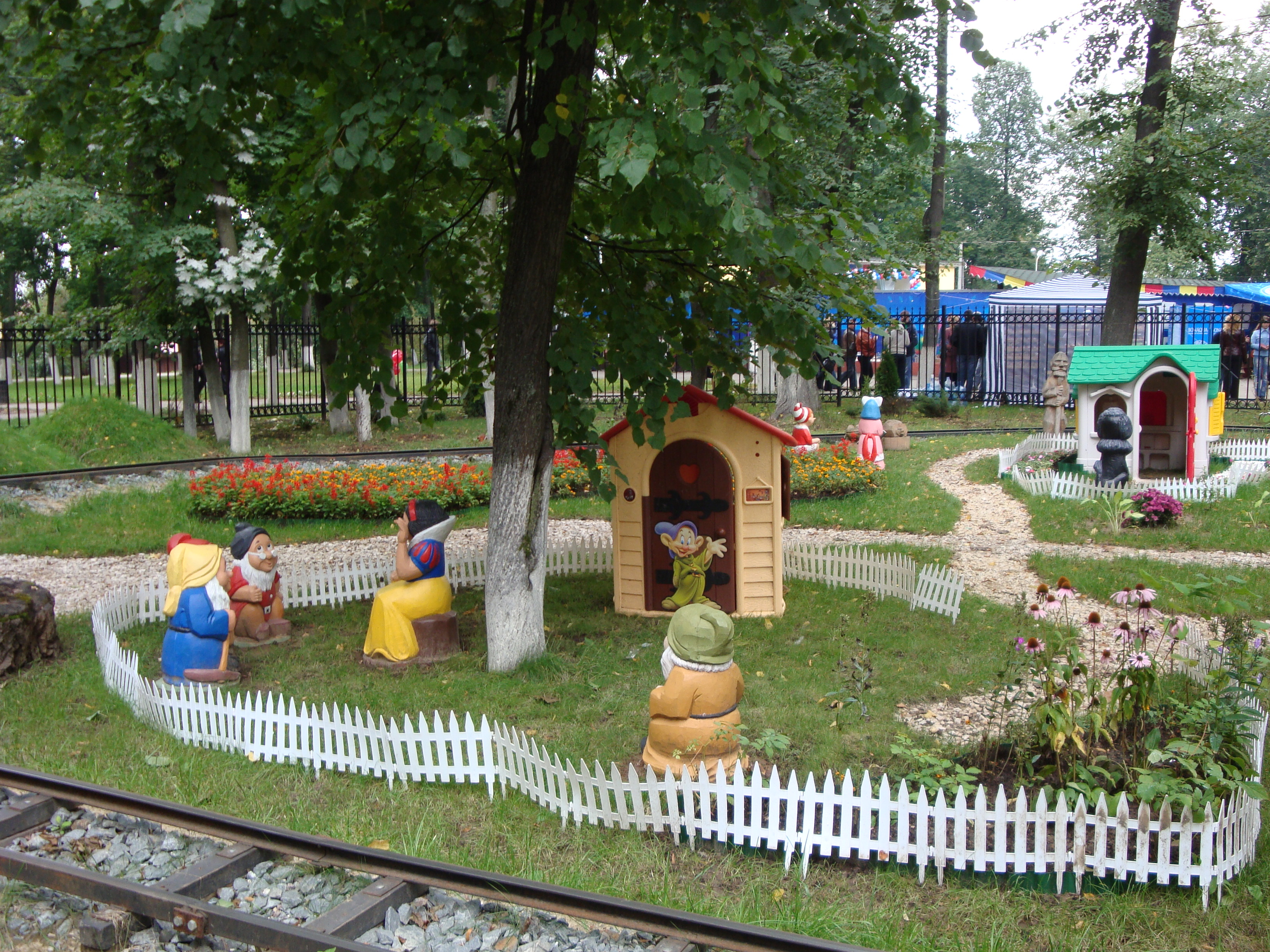
Chemin de fer pour enfants dans le Parc de la ville. Talalikhina à Podolsk (oblast de Moscou)

La ville de Podolsk, comme toute la région de Moscou, est située dans le fuseau horaire désigné par la norme internationale sous le nom de Moscow Time Zone (MSK). Le décalage par rapport à UTC est de + 3:00. Le Méridien de 37°30' est traverse la ville, séparant les fuseaux horaires géographiques 2 et 3, de sorte qu'à l'ouest de la ville, l'heure appliquée est différente d'une heure de l'heure UTC + 2, et à l'est, elle coïncide avec l'heure UTC+3
En général, Podolsk se caractérise par un faible niveau de pollution atmosphérique. Selon les analyses effectuées, le niveau de pollution dans la ville varie généralement de élevé à faible. Dans ce cas, les indicateurs dépendent de la saison et des conditions météorologiques. Cependant, au début du XXIe siècle, la situation se détériore: les principaux polluants de l'air sont de nombreuses entreprises industrielles et le transport routier, dont le nombre total augmente chaque année de 10 à 15 000 voitures. La charge maximale sur le milieu aérien tombe au Nord-est et à l'est de la ville (c'est-à-dire la zone industrielle), ainsi que dans la zone Centrale
À Podolsk, il y a un nombre important de plantations de parc. Dans le quartier Du parc de Podolsk se trouve le parc municipal de la culture et des loisirs. V. talalikhina, sur le territoire duquel se trouvent des attractions (y compris la grande roue), des terrains de jeux, un café, une estrade Verte (le premier Festival de Rock de l'URSS a eu lieu en septembre 1987). Ces dernières années, il a été reconstruit avec l'aménagement du territoire. En outre, dans la ville il y a de nombreux places et parcs forestiers: place Catherine près de l'école № 3, place de la Victoire, place du nom des cadets Podolsky, place du nom de Pouchkine, place des Générations dans le centre-ville, place dans les rues de Komsomolskaya et Bolshaya Zelenovskaya, parc forestier «Dubki», «Chevrons», «Bouleaux» et d'autres. De vastes parcs forestiers jouxtent le territoire de Podolsk.

## Histoire

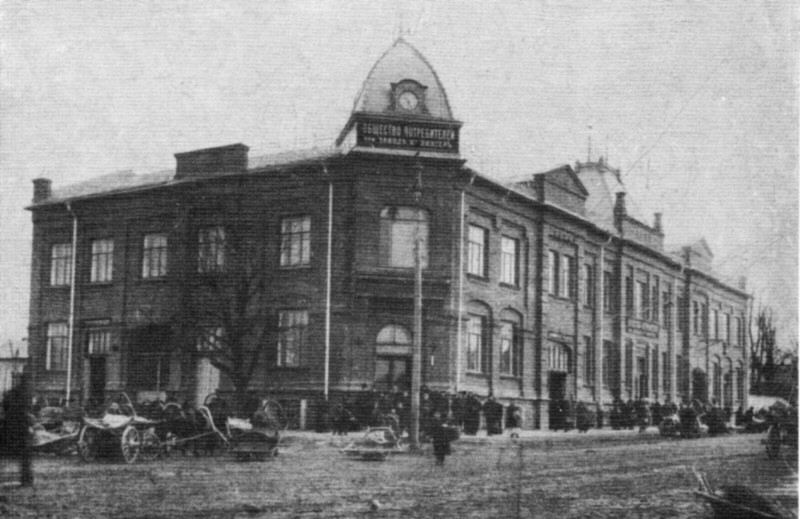
Usine de machines à coudre Singer en 1913.

### Histoire ancienne
À la suite de fouilles archéologiques sur le territoire de la ville et de la région, menées dans les années 1994-1997, des objets en OS et en silicium datant du 7ème millénaire avant notre ère, c'est—à-dire de l'ère mésolithique (VII-V millénaire avant notre ère) ont été trouvés. La première colonie, le parking des peuples primitifs a été trouvé à Dubrovica, au confluent de Desna et pahra. À son tour, sur le territoire du musée-réserve «podolje " dans les limites de la ville se trouve le seul site archéologique multicouche de la région de Moscou avec des traces de l'activité humaine, à partir de l'époque mésolithique et y compris l'époque néolithique, le bronze, le début de l'âge du fer, l'époque russe ancienne.
À l'âge du fer (VIIIe-ve siècle avant notre ère), le territoire de Podolsk moderne était habité par des représentants des tribus finno-ougriennes (y compris la tribu merya) et baltes. Au cours des fouilles sur la rive gauche de pahra, on a trouvé de l'argile et les premiers produits en fer qui datent de cette époque. Les débris découverts de la poterie ont été fabriqués à l'époque sans l'utilisation de la poterie et brûlés sur le bûcher. Parmi les villes de l'âge du fer, on distingue la ville finno-ougrienne de Sauterelles, qui occupait le Cap qui se jette dans Petritsa, un affluent de l'Urine. On y a trouvé des restes de maisons, de foyers, de céramiques, de géorgiens de type diacre. L'influence finno-ougrienne s'est reflétée, notamment, sur la toponymie locale: ce sont les finno-ougriens qui ont donné le nom à la rivière Pahre.
Aux IXe et XE siècles, les tribus slaves se sont installées sur le territoire de la région de Podolsk, qui ont commencé à coexister avec les anguilles finno-locales. Les découvertes de recherches archéologiques sur le territoire de la ville (bagues, pendentifs, produits céramiques en argile grise et blanche, fabriqués sur un cercle de potiers) prouvent qu'aux X—XIVe siècles, les tribus slaves des viatiches vivaient dans cette région. Comme dans le cas des finno-ougriens, la présence slave s'est reflétée dans les noms des objets géographiques locaux: les slaves ont donné des noms aux rivières Desna (en traduction d'autres-rus. - "droite», qui parle du mouvement des slaves de l'embouchure du pakhra à ses origines) et Mocha (affluent du pahra).
La question de l'appartenance politique du territoire de Podolsk moderne aux XI—XII siècles reste controversée. Selon les conclusions de l'historien russe du XIXe siècle P. V. Golubovsky, faites sur la base de l'étude des statuts et des lettres patentes du Prince de Smolensk Rostislav mstislavich, le territoire du bassin de la rivière pakhra au XIIe siècle appartenait à la Principauté de Smolensk. Cependant, cette Conclusion, faite sur la base de l'identification du Pogost Dobriatin de la Charte et du village de Dobriatin à la périphérie de Podolsk, n'est pas partagée par tous les historiens. Le principal contre-argument est le fait que le village (centre du fief princier) de Dobriatino n'est apparu que dans la seconde moitié du XIVe siècle et doit son nom à Dobriatina borti, sur le territoire duquel il est apparu (à cette époque sur le territoire du Pkio moderne. V. talalikhina, les environs de la rue Ouvrière, la zone industrielle Zalineinnogo et ses environs abritaient les forêts princières de bord,et l'apiculture de bord était la pêche la plus importante des habitants).

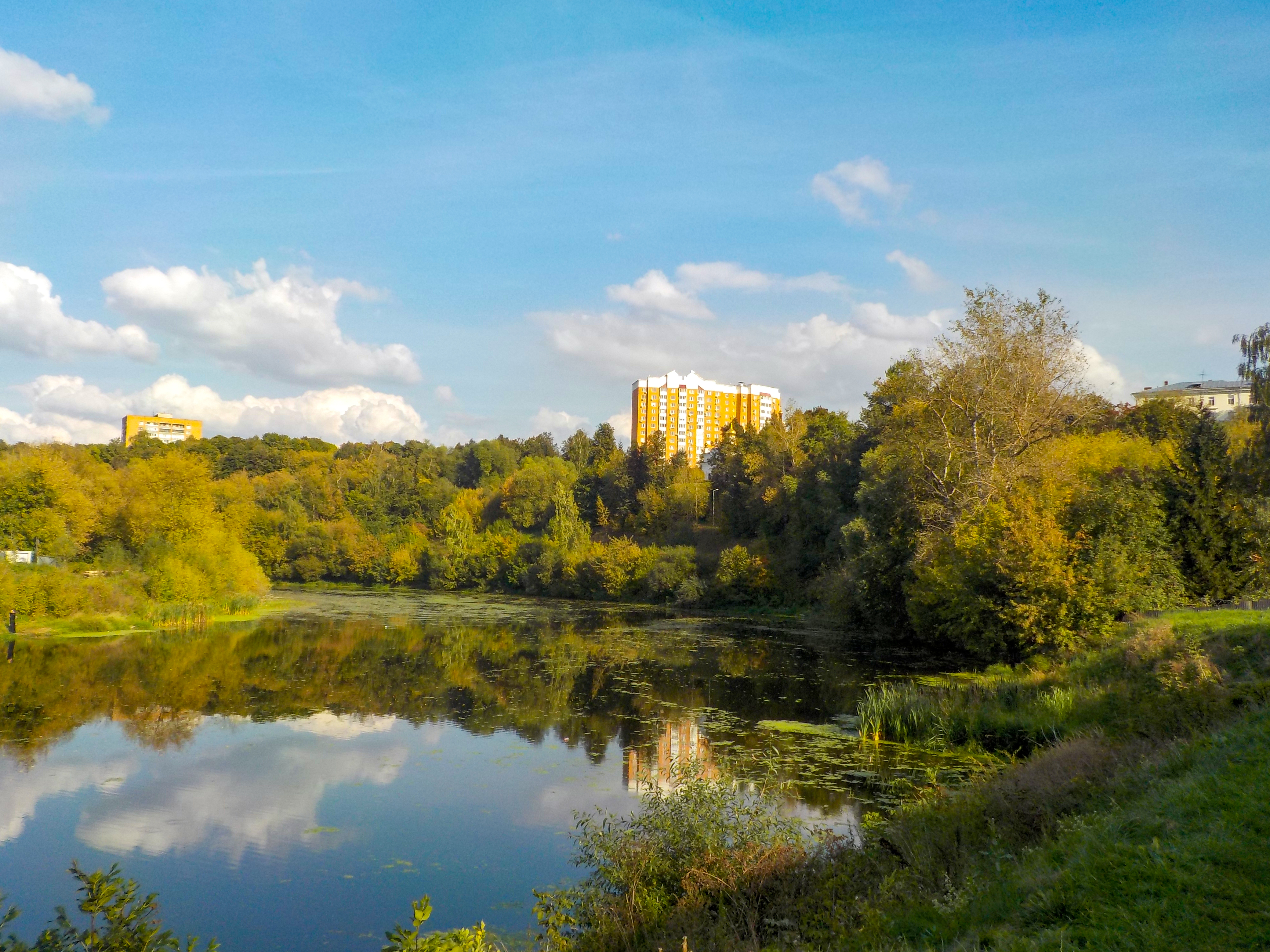
Bend pahra, où se trouvait le village de Podol et Pogost

Au XIIe siècle, dans les annales russes, il y avait aussi des informations sur les villes de vyatsky, principalement peremyshl Moskovsky, situé sur la rivière Moche (a été fondée par Yuri Dolgorouky en 1152) près De Podolsk moderne. Au XVIIe siècle, le rôle de Przemysl a diminué, et à cette époque, il était déjà appelé dans les livres de scribes non pas une ville, mais une ville.  Dans les années 70 du XIVe siècle, la partie orientale de la Principauté de Smolensk, ainsi que le territoire de l'actuelle Podolsk, est passée à la Principauté de Moscou, et en 1559, le village de Dobryatino avec les villages et les pogostami (80 villages, 2 Pogost et 24 friches) a été accordé au monastère Danilov. La Charte de 1559 du tsar Ivan le terrible est le premier document historique qui contient des informations sur les colonies qui existaient à cette époque sur le territoire de Podolsk moderne. Parmi eux, le prédécesseur historique de la ville de Podolsk — le village de Podol.
L'heure exacte de la naissance de ce village n'est pas connue car aucune fouille archéologique n'a encore été effectuée sur les sites de dépôt des couches culturelles les plus anciennes associées à Podol. Cependant, on peut supposer que cela s'est produit au tournant des XVe et XVIe siècles ou même plus tôt. On sait seulement que le village jusqu'à la fin du XVIIIe siècle se trouvait à 50-80 m en amont de pakhra du pont routier moderne dans le centre de Podolsk et, selon la Charte de 1559, des cours du village appelé «autre Strelnikovo» ont été «démolies». En outre, à partir de ce document, nous pouvons conclure que trois éléments sont devenus une partie intégrante du futur village de Podol: le village de Podol, le cimetière «sur la rivière sur le Pakhra, et dans celui-ci l'église de la Résurrection du Christ», ainsi que le camp de yamskoye.
En général, l'émergence et le développement ultérieur de l'ourlet sont devenus le reflet d'une tendance dans la formation de la structure radiale de la colonisation le long des voies: l'Ourlet s'est formé sur la courbe abrupte de la rivière pakhra, qui était utilisée comme voie navigable, et à travers le règlement passait le chemin qui reliait Moscou aux principautés occidentales et méridionales de la Russie. Dans le même temps, la construction de la rive basse gauche de pahra a été initialement menée, puis de la rive droite.

### Village De Podol
Dans les temps Troublés, le village de Podol est devenu le théâtre d'hostilités actives. Bien que les preuves documentaires sur cette période restent rares, l'un des documents-rapports 1606 de l'année parle de la bataille sur le Pahra des troupes gouvernementales avec l'armée rebelle d'Ivan bolotnikov: «il y avait une bataille avec les voleurs sur le Pahra... et les voleurs ont été battus». Selon les informations conservées, un mois après la bataille, en novembre 1606, le prêtre du village De Podol Elisha et le paysan du fief du monastère de Danilov — Danil Mitrofanov figuraient parmi les prisonniers dans l'ordre de la Décharge. C'est vers 1606 que se rapporte la première mention écrite du village de Podol.

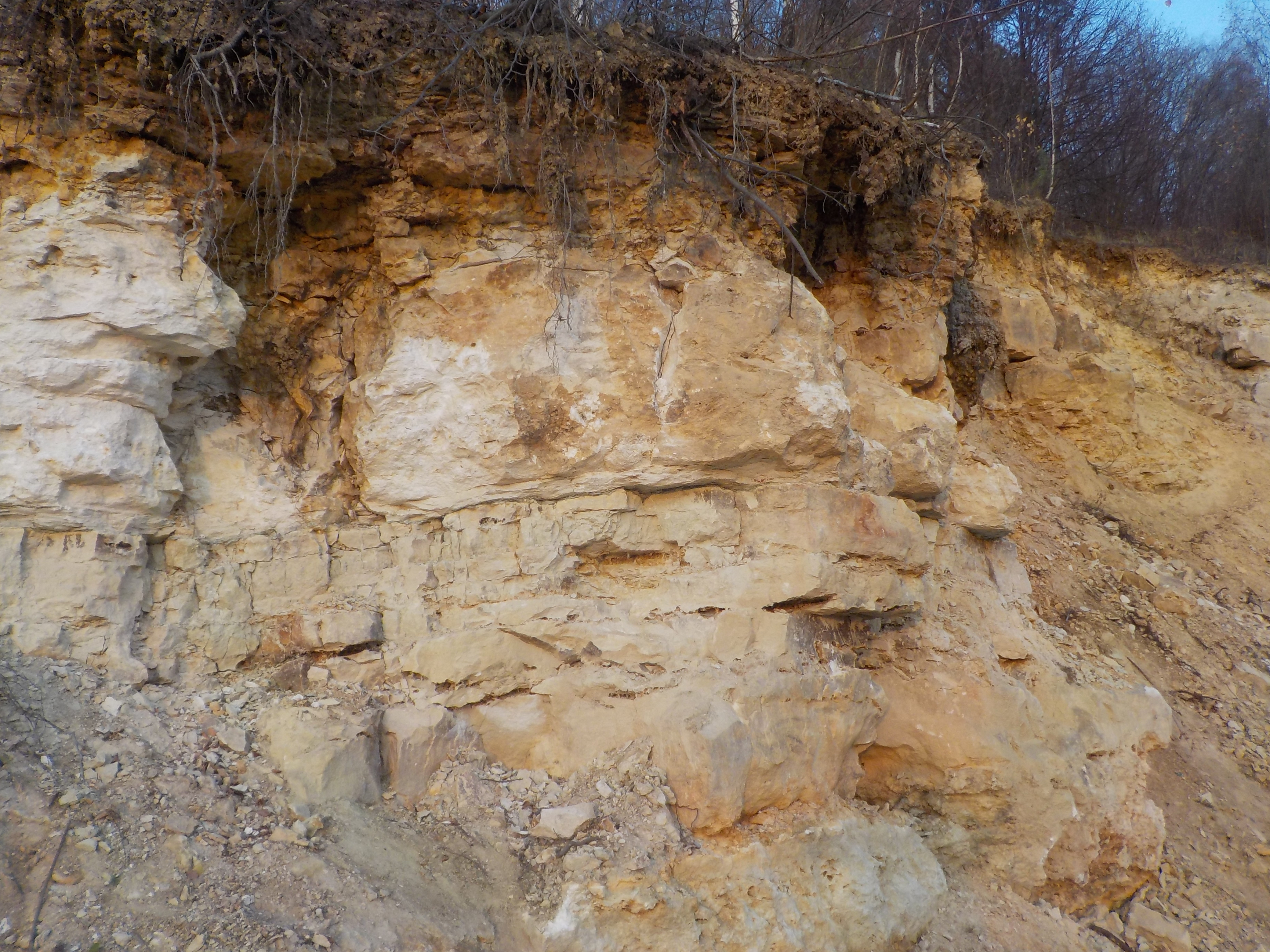
Calcaire de Podolsk

Selon les livres de Scribe de 1626-1628, le village de Podol était déjà le plus grand établissement du fief du monastère de Danilov sur Pakhra, dépassant plus de deux fois la taille des terres arables du village de Dobriatino, qui était le centre du fief du monastère. Compte tenu du fait que la taille des terres arables du village de Podol était dix fois supérieure à la taille des terres arables du village habituel, il y a des raisons de supposer que le complexe foncier principal de Podol s'est formé avant les années 50 du XVIe siècle et s'est caractérisé par une stabilité exceptionnelle de la structure de planification. Au milieu du XVIe siècle, le village de Podol se composait d'une rue construite des deux côtés par les cours paysannes (La grande route Serpoukhov), que la rivière pahra traversait approximativement au milieu. À son tour, l'église avec le Pogost occupaient une position en dehors de la structure du village et se trouvaient sur la haute rive à l'est de Podol (en plus de l'église, il y avait aussi trois cours Popov et bobylsky). Au fur et à mesure de l'expansion du village de Podol, sa fusion administrative avec le Pogost a eu lieu et le village a ainsi été formé. Poursuite de la croissance et du développement de Podol, qui faisait partie du moulin Molotsky du District de Moscou, ils étaient directement liés à la route Serpoukhov qui traversait le règlement. Ainsi, l'Ourlet était à l'origine plié comme un village près de la route. En plus de la boulangerie et de l'horticulture, les habitants étaient engagés dans la pêche en taxi (transportées à travers le Pahra par des chariots, des traîneaux, des calèches), avaient des auberges avec des cabanes, extrait Booth, pierre blanche et «marbre Podolsky». À Moscou, ils ont exporté principalement de la nourriture, de Moscou-des produits manufacturés.
Dans les années qui ont suivi, la route vers Serpoukhov, en raison de la confrontation avec le khanat de Crimée, a acquis une importance militaro-stratégique encore plus grande pour la Russie et est devenue une «ambassade». Dans le même temps, le rôle du village de Podol en tant que transbordeur et auberge a augmenté. 30 march 1687 de l'année, au milieu des campagnes de Crimée, il a été ordonné de «faire du courrier de Moscou à Akhtyrsk et à Kolomak aux endroits 17. Et mettre sur les murs du grade d'écurie et les Sagittaires pour quatre personnes, pour la chasse, leur donner deux chevaux à l'homme...". Le premier moulin postal a été créé à Moscou dans la cour de la Vie, le second — à Pakhra, dans le village de Podol (le moulin s'appelait «pakhra Toula»). En 1696, après le début de la construction de la flotte russe sur les chantiers navals de Voronej, une nouvelle fois une ligne postale a été organisée entre Moscou et Voronej, et un nouveau moulin a été organisé dans le village de Podol. Le rôle du point de transbordement du village a été conservé au milieu du XVIIIe siècle. Ainsi, en 1743-1744, dans le cadre du voyage de l'impératrice Elizabeth Petrovna à Kiev à Podol, il était prévu de construire un palais de voyage. Cependant, par la suite, il a été décidé de limiter la construction dans le village «pour la procession "du glacier et de la Grange "moussue".
La position avantageuse du village a contribué à la croissance active du Podol: de 1678 à 1704, le nombre de cours paysannes et bobyl a augmenté de 1,8 fois (de 43 à 78), et de 1626-1628 à 1766, la taille du village a augmenté de 4 fois. Dans le même temps, la composition de la population de Podol était exceptionnellement stable, et la population a augmenté principalement en raison de la croissance naturelle plutôt que de la migration.
En 1764, le ferry sur Pahra a été remplacé par un pont flottant. La même année, la sécularisation des terres monastiques a été réalisée: le village est devenu économique, c'est-à-dire est passé sous la direction du collège d'état d'économie (1764-1781). En conséquence, les habitants du village ont été classés dans la catégorie des paysans économiques, ce qui leur a grandement facilité la vie par rapport aux serfs (les dépôts qu'ils ont payés à l'état étaient inférieurs)..
Au XVIIIe siècle, les premières structures en pierre sont apparues à Podol, notamment l'église. Comme vous le savez, l'église de la résurrection des XVIe et XVIIe siècles était une structure en bois et appartenait au type le plus simple de l'église, dont la base était un rondin à pignon. En 1722, il y avait un incendie, alors en 1728, l'abbé du monastère de Saint-Daniel de Moscou, l'higoumène Gerasim et la fraternité, ont demandé à l'ordre synodal du Gouvernement d'autoriser la construction de l'église en pierre blanche sur l'ancien site de l'église. Néanmoins, sa construction a duré plus de 40 ans. Dans les années 1780, il n'y avait qu'un seul bâtiment en pierre dans le village-solodovni sur la rive gauche de pakhra à côté du pont.

### Développement de la ville jusqu'au début du XXe siècle

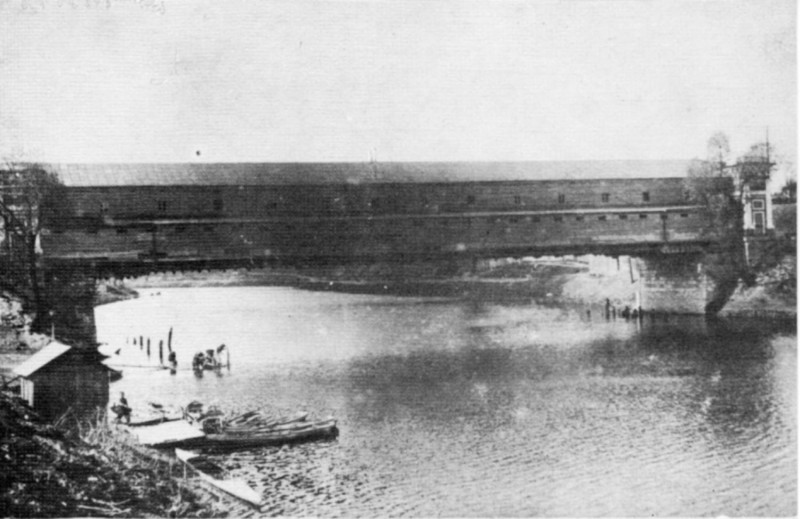
Pont en bois sur Pahra. Début du XXe siècle

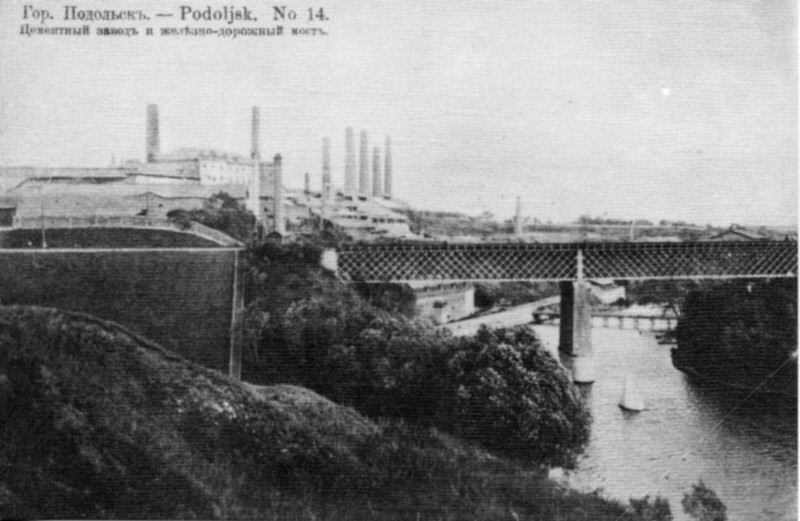
Podolsk, Cimenterie (1875) et pont ferroviaire

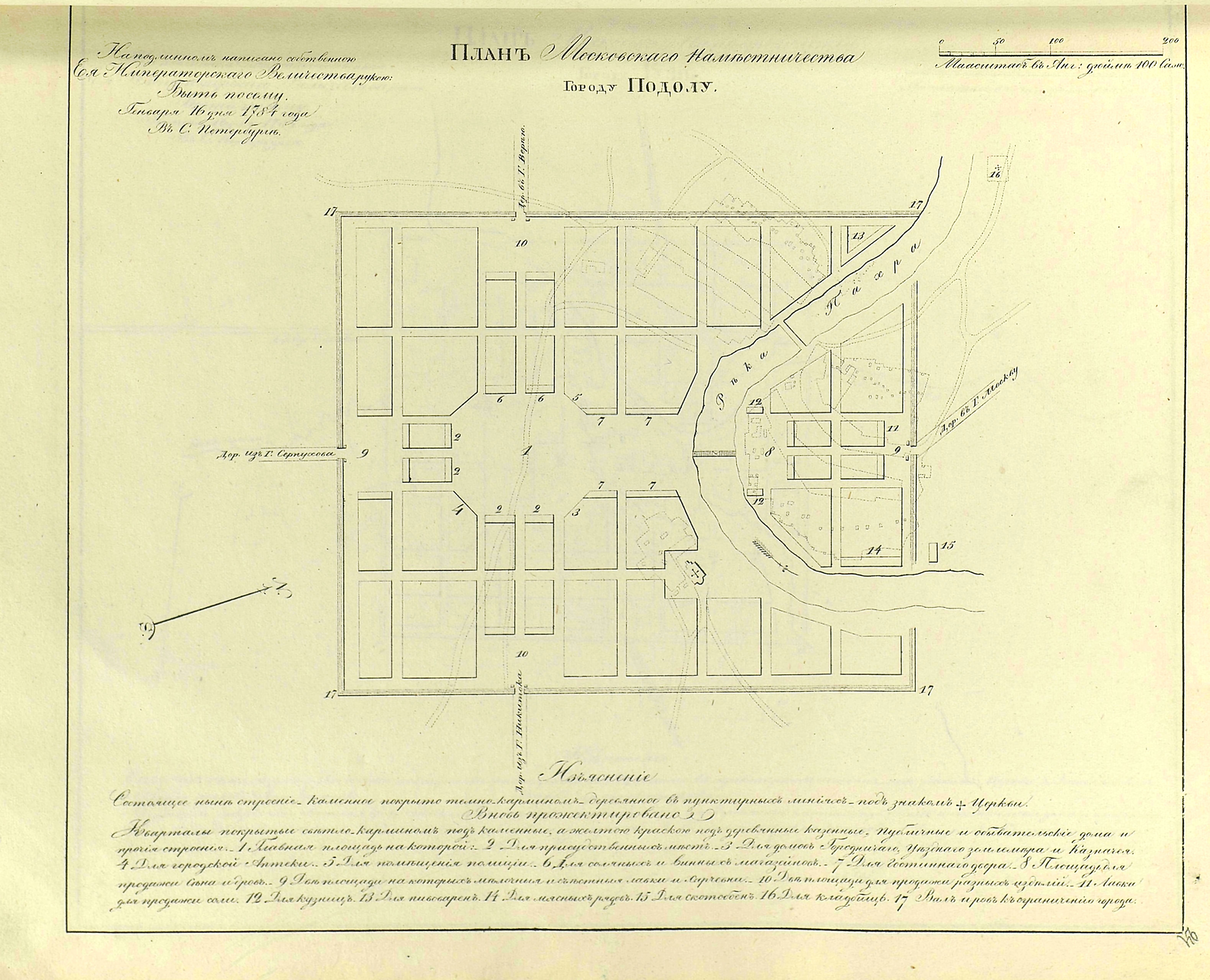
Le" plan de la ville de Podolsk 1784 de L'année "de la collection Complète des lois de l'Empire russe. Livre de dessins et dessins. Plans des villes

Par décret de l'impératrice Catherine II 5 octobre (16 octobre) 1781, le village de Podol a été transformé en une ville (déjà appelée Podol-Pehra), qui est devenu le centre du District de Podolsky de la province de Moscou. Les paysans locaux ont été enregistrés dans le marchand et le bourgeois. À cette époque, la ville comptait 108 cours et 856 citadins. La principale occupation des habitants était l'extraction de Buta et de pierre blanche, à partir de laquelle, par exemple, la célèbre église du Signe de la Sainte vierge a été érigée à Dubrovica. Le 20 décembre (31 décembre) 1781, la ville a reçu un blason: "Deux outils d'or, utilisés par les tailleurs de pierre, dans un champ bleu; en signe que les habitants de Simard s'enrichissent». Le 7 octobre 1782, les nobles de Podolsk ont élu le président de la noblesse du Chambellan A. S. vasilchikov (plus tard, ils étaient le Prince P. M. Volkonsky et le camer-Junker A. M. Katkov)
Le 16 janvier 1784, Catherine II a approuvé un plan rectangulaire régulier "projeté «pour la construction de la ville avec une grille longitudinale et transversale des rues, élaboré à Saint-Pétersbourg par la» Commission des bâtiments" (le plan a été signé par l'architecte Ivan LEM).. La ville a été divisée en 20 quartiers. Dix-neuvième appelé "bourgeois", dix-septième - "noble», et entre «" dix-huitième» - " marchand». Cependant, malgré le fait que le plan général initial était un travail professionnel, l'architecte n'était pas familier avec le terrain dans les environs de Podol, qui se caractérisait par un grand nombre de ravins et de strabisme. Par conséquent, à l'initiative du gouverneur de Moscou lopukhin, des ajustements ont été apportés: «déplacez la structure vers la gauche sur 150 sazhen, où la ville est plus lisse». La mise en œuvre du plan directeur a enregistré dans la ville une situation particulière, lorsque la construction de l'ancien village de Podol est restée inchangée, et derrière le village, en fait dans le domaine, de nouvelles structures ont été construites (principalement des bâtiments publics), parmi lesquels les places présentes, le palais De voyage de Catherine II, l'école du peuple. Dans le Podolsk moderne, les traces de l'ancienne disposition sont conservées sur la rive droite de pakhra, le long de l'axe central de la route de Moscou.
En général, malgré l'augmentation du statut, Podol-Pehra jusqu'à la seconde moitié du XIXe siècle a conservé le caractère d'un village en bordure de route, et non d'une ville de marchands et de capital industriel. Cependant, le nouveau statut a conduit à la formation d'organes de gestion administrative et d'un nouvel état, plus instruit. La diffusion de l'éducation a été facilitée par la construction de l'école du peuple, l'un des premiers bâtiments publics de la ville, construit après le décret de Catherine II.
En 1796, par décret de l'empereur Paul Ier, Podolsk est devenue une ville étatique et le moulin postal a été transféré au village de Molodi. La station postale n'a été ouverte qu'en 1801, et en 1802, par décret d'Alexandre Ier, Podolsk est redevenue le centre du comté.
6-7 septembre 1812, pendant la guerre patriotique, l'armée russe du maréchal Koutouzov se trouvait à Podolsk, sur le territoire du quartier moderne de Koutouzovo, et après un certain temps, la ville a été brièvement occupée par les troupes françaises, qui lui ont causé des dommages considérables. En mémoire de la victoire dans la guerre patriotique de 1812, entre 1819 et 1832, la cathédrale de la Trinité a été érigée à Podolsk (elle se trouve maintenant dans le centre de la ville, en face de la cathédrale notre-dame de Podolsk). Karl Marx).

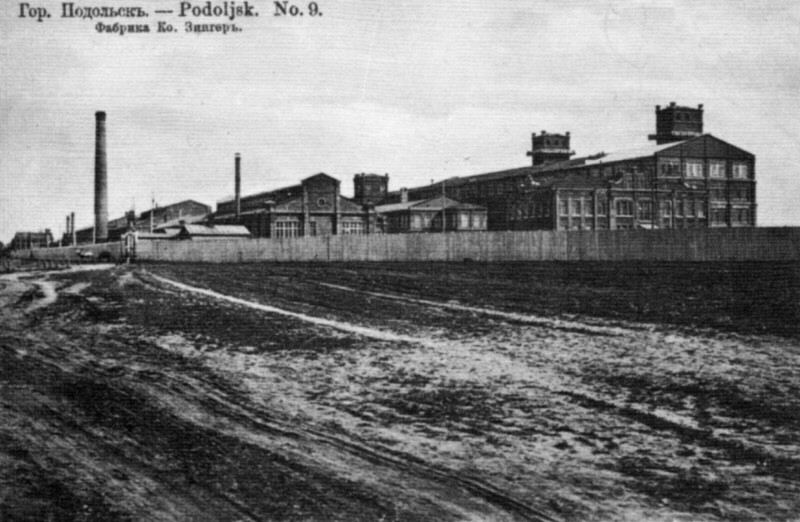
Usine Zinger à Podolsk. Début du XXe siècle

C'est après l'invasion napoléonienne à Podolsk que la structure volumétrique et spatiale du centre historique de la ville s'est finalement développée. Par exemple, sur le territoire adjacent à la cathédrale, des rangées commerciales ont été construites. L'apogée de l'architecture en pierre, ainsi que de la vie publique, remonte à l'époque du gouverneur général à Moscou du comte A. A. zakrevsky, qui près de Podolsk avait une propriété — le village d'ivanovskoe (actuellement situé dans les limites de la ville). De 1894 à 1896, le jardin de la ville (moderne Pcio). V. talalikhina) est devenu public. Les premières plantations artificielles ont commencé à apparaître ici au milieu du XIXe siècle: en 1849, sur ordre de A. A. zakrevsky, le premier arbre a été planté dans le jardin-le peuplier argenté.

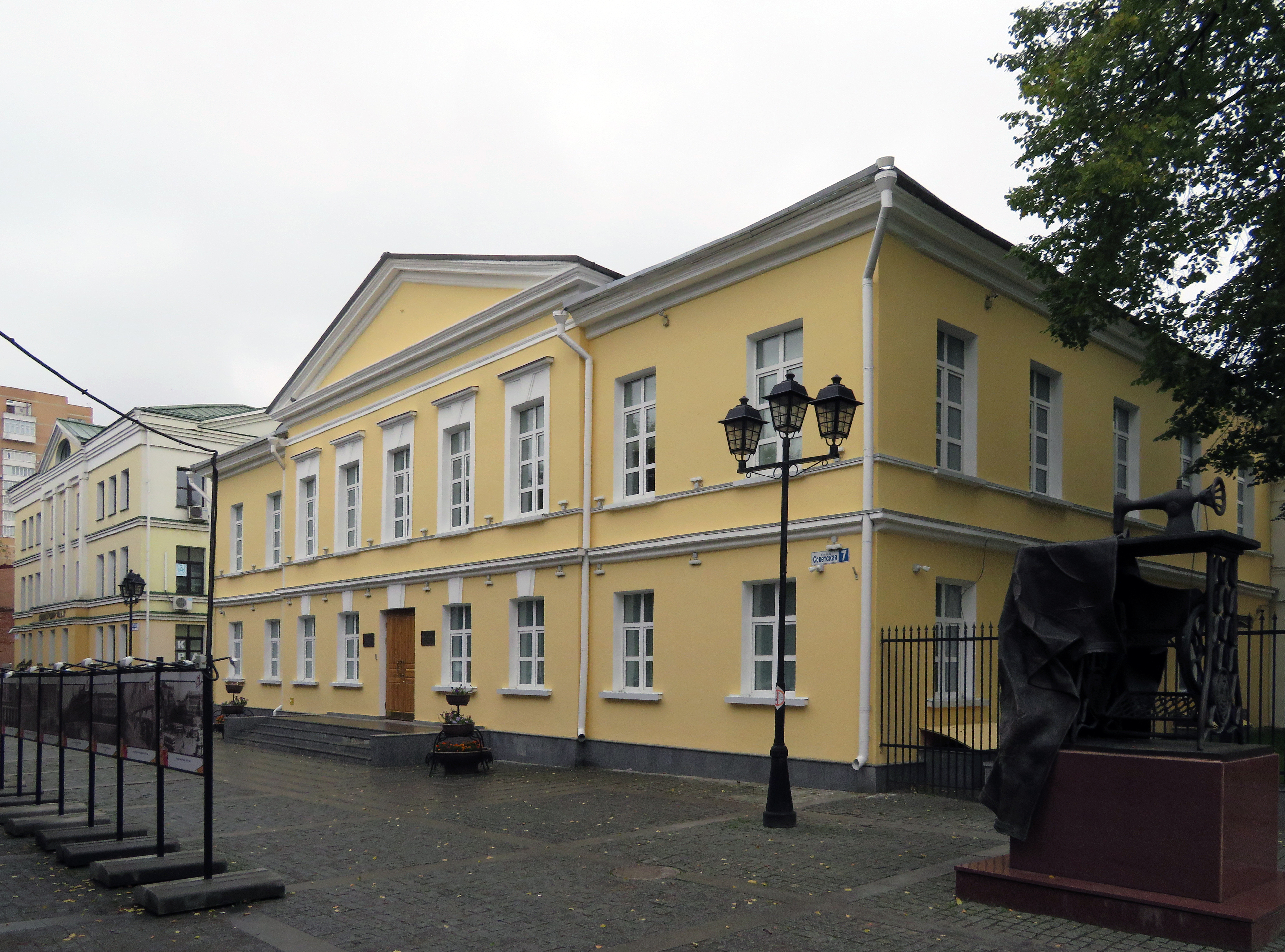
Musée d'histoire locale (dans le bâtiment des anciens lieux Présents) et monument à la machine à coudre «singer")

Le développement de la ville a été facilité par la route d'état de Varsovie (Brest-Litovsk) construite en 1844-1847. Un événement important a été la construction d'un pont sur la rivière Pahru. À l'origine, le pont était en surface. En hiver, il était démonté (les charges se déplaçaient sur la glace), et pendant la période des inondations, il était utilisé par le ferry. En 1844-1845, le développement d'un pont à une travée a commencé, et en 1862, le ministre de la guerre de la Russie, D. A. milyutin, a parlé de la nécessité de construire un pont permanent. En 1864, un pont en bois sur Pahra a été construit, mais il a duré environ un an, après quoi il s'est effondré. Le nouveau pont a été reconstruit par des ingénieurs militaires déjà sur le système de l'ingénieur américain Gau, de sorte qu'il a duré 60 ans.Au milieu du XIXe siècle, la superficie de la ville était déjà de 106 hectares. En 1866, le chemin de fer Moscou-Koursk est venu à Podolsk, ce qui a donné une impulsion au développement de l'industrie locale,.
Le capital commercial gagné dans les auberges a conduit à l'émergence d'usines privées dans la ville. Les plus célèbres d'entre eux dans la première moitié du XIXe siècle étaient la cire, la Tannerie (née en 1843), la Brasserie et la Malterie (née en 1849). Dans la première moitié du siècle, Podolsk est restée, pour la plupart, une ville de marchands et de bourgeois, de sorte que le commerce a continué à jouer un rôle clé. Mais dans la seconde moitié du XIXe siècle, Podolsk est devenue une ville de capital industriel, le développement rapide de l'industrie a commencé.
En 1871, dans le but de construire une cimenterie et une usine de briques près de Podolsk, la société «gubonin, poukhovshchikov et Cie» a été créée, dont les fondateurs étaient deux entrepreneurs et mécènes Moscovites: le propriétaire des carrières sur la rive droite de pakhra dans le comté de Dobriatinsk du District de Podolsk, PI gubonin, Et l'architecte-constructeur A. A. poukhovshchikov. En 1875, après l'achèvement de la construction des usines sur le rachat de l'A. A. La société a été transformée en "société par Actions de Moscou pour la production et le commerce de ciment et d'autres matériaux de construction" (à cette époque, PI gubonin s'est éloigné des affaires de la société)..La même année, la première production de JSC a été reçue: ciment Portland, ciment roman, chaux, brique cuite. Malgré la perte des usines dans les premières années de leur existence, à la fin du XIXe siècle, l'état des affaires dans la société par Actions s'est considérablement amélioré et la production de matériaux de construction dans les usines a augmenté de 17 fois. En même temps, les principaux produits des usines étaient le ciment: déjà en 1913, 95% de la cargaison envoyée de Podolsk était ce matériau de construction. À une époque, le ciment Podolsky était utilisé dans la construction de tribunes sur la place rouge de Moscou, le bâtiment du musée Historique et la Douma de la ville de Moscou.

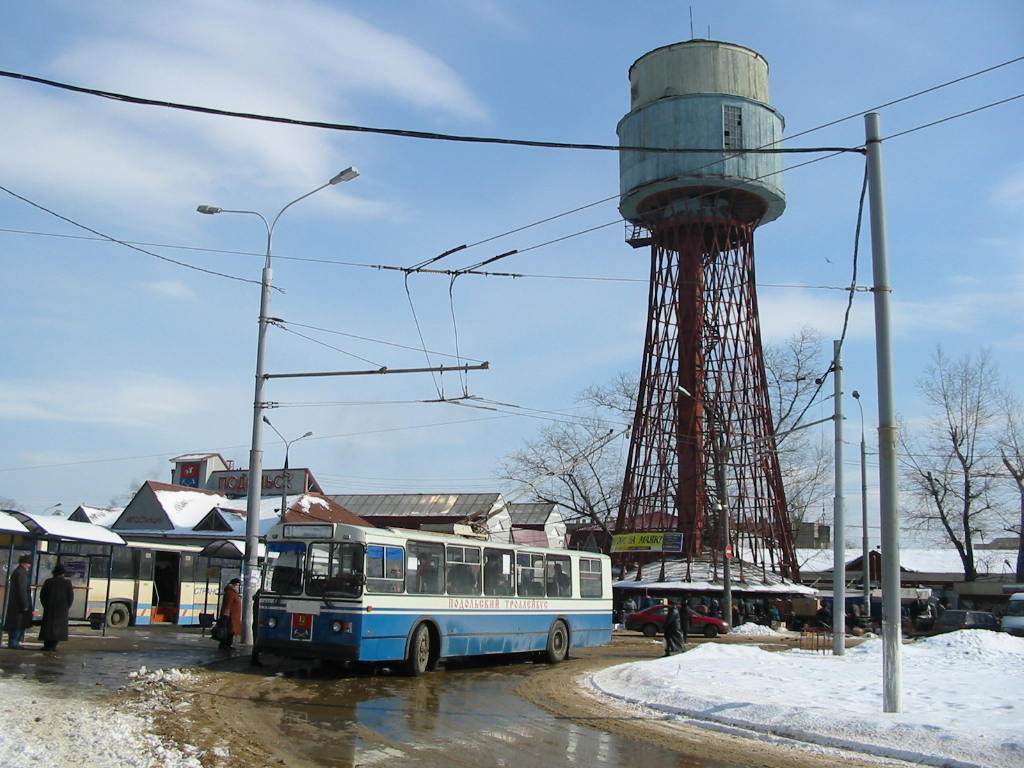
Château d'eau de Choukhov à Podolsk, démoli en 2003

En 1900, la société américaine» singer", engagée dans l'assemblage de machines à coudre, a également acheté un terrain à Podolsk, a commencé la construction de sa première usine en Russie. La société Zinger elle-même est apparue sur le marché russe dans les années 1860. Cependant, avant la construction de l'usine à Podolsk, tous les produits étaient importés de l'étranger, ce qui augmentait considérablement le coût des machines à coudre. C'est le désir d'éviter la hausse des prix des produits qui a poussé Zinger à construire son usine en Russie. La production des premiers produits (machines à coudre domestiques) a été établie à Podolsk dès 1902. La croissance de la production dans l'usine s'est poursuivie jusqu'à la révolution de 1917. En 1917, sur son territoire, il y avait des bâtiments de production 37 et employait plus de mille personnes 5. Dans 1915, l'un des corps de singer a été loué à l'usine Militaire zemgor évacuée des États baltes, qui produisait des obus militaires. La même année, la construction d'une usine de câbles a été lancée par la société de production de cuivre et de câbles de Moscou, mais à cause de la révolution, elle n'a pas été achevée.
Avec la croissance de la production industrielle dans la ville a été marquée et la croissance démographique, tandis que Podolsk a connu les niveaux les plus élevés de la croissance de la population parmi les villes de la province de Moscou. L'augmentation de la population de la ville et de sa densité, à son tour, a contribué au développement de la sphère sociale (santé et éducation). En 1866, les premières informations officielles sur l'organisation de l'hôpital du District de Podolsk (à partir de 1868 — l'hôpital de zemsk) sont données. Cependant, sa petite capacité (située dans un petit bâtiment en briques de deux étages sur la rue Moskovskaya et n'avait que 42 lits), ainsi que l'épidémie de choléra à Podolsk en 1871, ont incité le gouvernement de Zemsk à la construction active d'hôpitaux dans la ville. En 1880, cinq ans après la pose de la première pierre, a eu lieu l'ouverture du bâtiment du nouvel hôpital Zemsky, et en 1882-un nouvel hôpital avec cinq départements indépendants, y compris des lits obstétricaux.En 1887, la première progymnasie féminine est apparue dans la ville, et en 1895 — l'école d'artisanat nommée d'après Kozlov. Avec la construction de l'usine «singer» et le développement ultérieur de la production industrielle à Podolsk, un certain nombre d'objets importants (principalement des objets en pierre) ont été construits: le bâtiment de la Douma de la ville et de la banque (1901), le Gymnase des femmes (1903), le bâtiment des «rangées Rouges» (1910), la Société des consommateurs de l'usine «singer» (1911), le V. G. Choukhov (1917),.
En 1900, le département de la Construction du Conseil Provincial de Moscou a élaboré et approuvé le «Plan de Podolsk avec ses terres de pâturage...", qui a augmenté la superficie de la ville d'environ 3 fois en élargissant la ligne urbaine dans les directions Sud, Sud-est et Sud-ouest.

### Les années de la révolution. Établissement du pouvoir soviétique
Malgré des progrès considérables dans la vie économique, la situation dans la sphère socio-politique de la vie de la ville à la fin des années 1910 était complexe, comme partout dans le pays. La réorientation de l & apos; économie vers la production militaire, l & apos; augmentation de la journée de travail, les pénuries alimentaires et d & apos; autres facteurs ont accru le mécontentement des travailleurs. Dans la ville, la propagande bolchevique a commencé à travers les caisses d'hôpitaux, les cercles dramatiques, les coopératives. Dans la nuit du 28 février 1917, les premières nouvelles du renversement de la monarchie sont apparues à Podolsk, et le lendemain, des rassemblements (environ des milliers de personnes) ont eu lieu à l'appui des travailleurs de Petrograd et de Moscou.
Dans le même temps, le conseil des députés ouvriers de Podolsk, composé de personnes 150, a été formé dans la ville. Le bolchevik N. G. chizhov a été élu président du Comité exécutif du conseil. Les mencheviks, les socialistes-révolutionnaires, les anarchistes ont également été élus au conseil. Le 1er mars, avec le soutien des soldats, la police a été dissoute et une milice populaire a été créée, le contrôle du télégraphe a été établi. Le même jour, le conseil a été rebaptisé Podolsky conseil des députés des travailleurs et des soldats. 22 mars dans les entreprises de la ville a été introduit 8 heures de travail, formé des comités d'usine. Compte tenu du fait que le gouvernement Provisoire a refusé de financer les activités des Conseils, l'auto-imposition a été introduite: les travailleurs de Podolsk ont déduit de 0,5 à 2% du fonds du conseil.

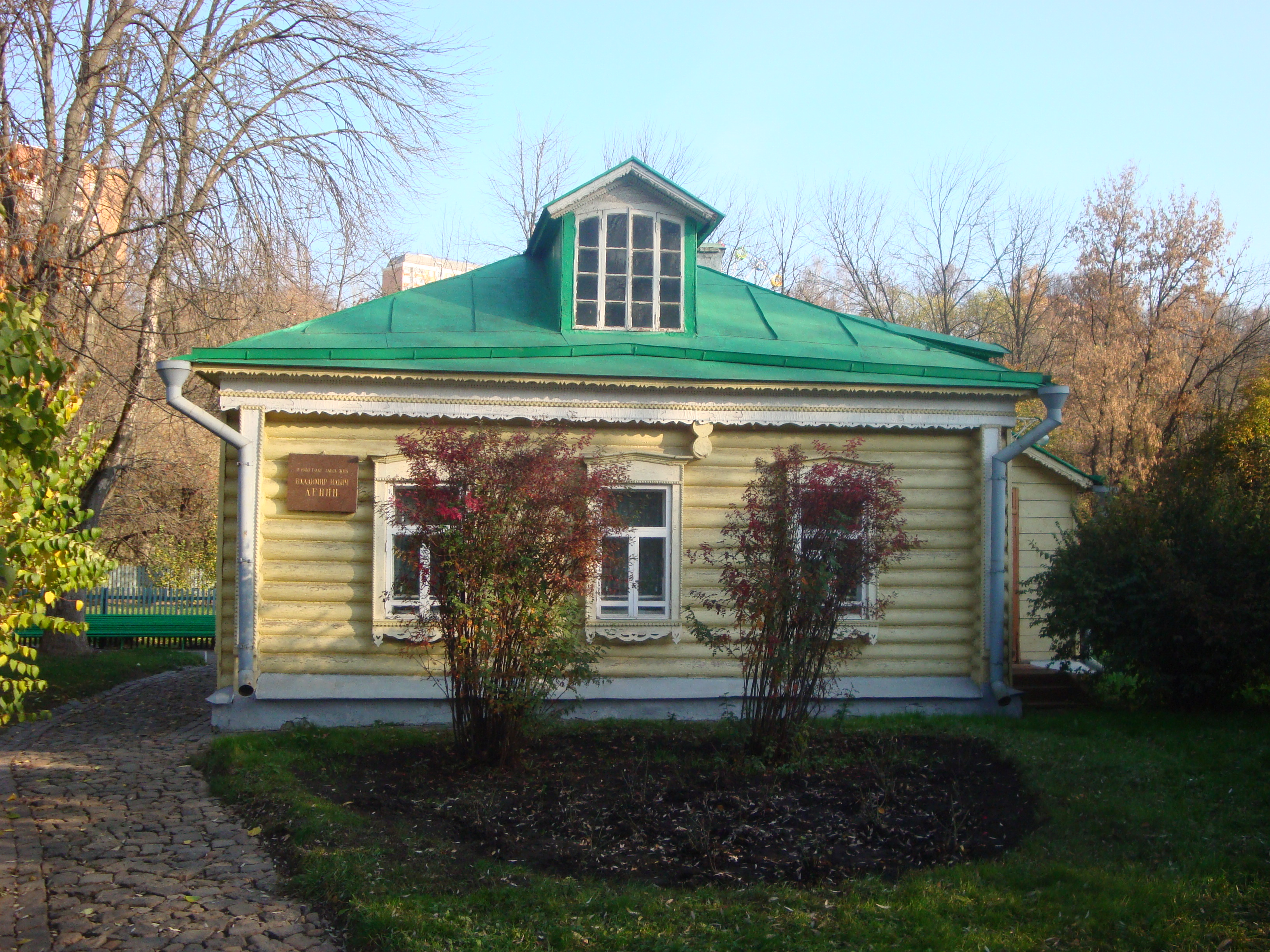
Maison-musée commémoratif De V. I. Lénine sur le territoire Du musée-réserve historique et commémoratif de podolje

Dans le même temps à Podolsk, un organe du gouvernement Provisoire a été formé - le Comité du comté des organisations publiques dirigé par tikhomirov.
Dans le même temps, il y avait un renforcement progressif des positions des bolcheviks et une augmentation de leurs partisans. Le 3 mars, une réunion s'est tenue sur la question de la création du Comité de District du rsdrp. À la mi-mars, la deuxième réunion du parti a eu lieu à Podolsk, selon les décisions de laquelle le Comité du District de Podolsk du rsdrp a été formé. Dans le même temps, un Cap a été pris pour approfondir la révolution et la transformer de la bourgeoisie démocratique en socialiste. 11 (24) juillet a publié le premier numéro du journal «Izvestia Podolsky Soviet of Workers and Soldiers deputers "(moderne «Podolsky Workers»), qui est devenu un élément important de la propagande bolchevique.
Dans l'ensemble, juillet a été marqué par la montée du sentiment révolutionnaire de la classe ouvrière. Dans la lutte contre le sentiment socialiste, une grande partie de la bourgeoisie de la région de Moscou a été forcée de fermer ses entreprises. Néanmoins, cela n'a pas pu être réalisé à Podolsk: le conseil des travailleurs et des soldats de Podolsk, qui a tenu une réunion commune le 8 juillet 1917, a adopté une résolution «sur la fermeture présumée des usines et des usines du District de Podolsk», qui prévoyait un certain nombre de mesures anti-crise, notamment la bourse du travail a été créée. Dans le même temps, il y avait une aggravation des relations entre les bolcheviks et les mencheviks de Podolsk, qui adhéraient à un comportement passif pendant tout ce temps. La séparation finale entre eux a eu lieu le 7 juillet, lorsque les mencheviks de Podolsk ont soutenu le tir d'une manifestation Pacifique à Petrograd
En septembre 1917, des élections au zemstvo du comté ont eu lieu à Podolsk. Les bolcheviks ont reçu 15 sièges sur 42 dans le zemstvo du comté, et trois sièges sur quatre dans la ville.
Peu à peu, l'autorité et le pouvoir des Soviets ont augmenté, tout comme les bolcheviks, qui contrôlaient les activités de l'organe. Cela, à son tour, a exacerbé les relations avec les opposants à la révolution. Ainsi, par exemple, le commissaire civil du comté kruglikov a menacé d'arrêter une faction bolchevique dans le zemstvo du comté et de désarmer les bolcheviks. Dans la nuit du 25 octobre, le bolchevik de Podolsk Ewald, qui était délégué au Deuxième congrès panrusse des Soviets des députés ouvriers et soldats, a télégraphié le début de la révolution socialiste. Le 25 octobre, le conseil des travailleurs et des soldats des députés de Podolsk s'est réuni, au cours duquel il a été annoncé le renversement du gouvernement bourgeois Provisoire et le transfert de tout le pouvoir aux Conseils. Immédiatement, le Comité révolutionnaire de Podolsk a été élu, qui a élaboré un plan pour prendre le pouvoir dans La ville, qui a été mis en œuvre sans résistance le même jour. La situation a été considérablement compliquée par le fait qu'à Moscou, le gouvernement Provisoire est resté au pouvoir. Cependant, le Comité révolutionnaire a décidé de ne pas répondre aux ultimatums, a empêché toutes les tentatives des anciens fonctionnaires du gouvernement de reprendre le pouvoir dans la ville. Le 29 octobre à Podolsk, toutes les entreprises industrielles ont été arrêtées et un détachement de volontaires a été envoyé à Moscou pour participer aux combats. Après l'établissement du pouvoir soviétique à Moscou, il a finalement été renforcé à Podolsk.

### Période soviétique
Les premières années après le renversement du pouvoir monarchique en Russie étaient assez difficiles pour Podolsk: il y avait un ralentissement de la production industrielle, le chômage a augmenté, les crises alimentaires et de transport sont restées non résolues. La comptabilité et le contrôle de la production locale à Podolsk ont été effectués par le Comité du District de Podolsk du parti par l'intermédiaire des organes soviétiques. Dans le même temps, la construction de l'économie socialiste a commencé, ce qui s'est traduit principalement par la nationalisation des entreprises. Ainsi, en 1917, la société» singer " a loué son usine dans la ville au gouvernement Provisoire, et en novembre 1918, elle a été nationalisée par les autorités soviétiques, ce qui a entraîné la suspension de la production principale. Les premières machines à coudre soviétiques n'ont commencé à être produites à l'usine qu'en 1924. Des usines de ciment et de projectiles ont également été nationalisées.
Le début de la guerre Civile a forcé le gouvernement soviétique à reprendre la production militaire. Comme de nombreuses usines militaires en Russie ont été occupées par des gardes blancs, il a été décidé de construire une nouvelle usine de munitions à Podolsk. Il a occupé une partie de l'usine de projectiles «Zemgor». À partir de l'automne 1919, des douilles ont commencé à être produites, des cartouches étrangères ont été modifiées. 2 May 1919 de l'année à Podolsk, l'usine de réparation de locomotives à vapeur de Podolsk (la future usine Ordzhonikidze) a été ouverte, qui a été déployée sur le territoire des usines de câbles et de cuivre.
Pendant les années de la guerre Civile, il y a eu une réduction significative de la population de la ville: en 1920, il n'y avait qu'environ 12 000 personnes. Mais après la fin de la guerre et le début de la croissance industrielle au milieu des années 1920, Podolsk a de nouveau commencé à croître rapidement: en 1926, la population était de 19,8 mille personnes (cela a même conduit à la surpopulation de la ville en raison de la vétusté du parc de logements, l'augmentation du chômage). Au cours de ces années, le potentiel industriel de la ville a été restauré, de nombreuses entreprises ont été relancées, la production d'équipements Textiles a été établie et, en 1923, la construction de logements a repris. En 1926, le premier bus a été lancé à Podolsk et en 1927, la radio Podolsk a commencé à diffuser.
Au cours des premiers quinquennats, la ville a connu une nouvelle croissance industrielle. En 1931, l'usine de locomotives à vapeur de Podolsk a été transformée en une usine de Craquage électrique (le premier appareil de craquage soviétique pour l'industrie pétrolière a été fabriqué en un temps record). La capacité de l'usine de construction de machines et les volumes de production de machines à coudre ont été augmentés, qui sont maintenant entièrement assemblés à partir de pièces domestiques; en 1932, la plus grande fonderie d'Europe a été introduite sur le territoire de l'usine et, de juillet 1934 à 1939, les motos pmz-A-750 développées par PV Mozarov ont été produites. Le premier lot a été accepté par le commissaire aux stupéfiants de l'industrie lourde, Sergo Ordzhonikidze. Avant la guerre, la pmz a commencé à maîtriser la production d'une copie exacte du «vanderer» (Errant) — une motocyclette allemande. Et ils ont même réussi à fabriquer un petit lot de ces machines, appelées «Arrow», avant que l'usine ne soit transférée à la production de produits de défense]. En 1935, l'usine de batteries de Podolsk a été ouverte dans la ville, qui est devenue depuis sa Fondation la première en URSS en termes de production de batteries de démarrage. Были построены и другие крупные предприятия (хлебзавод, завод фруктовых вод, мясокомбинат, литейно-прокатный завод и другие).
Le développement de l'industrie a également conduit à la croissance de la population de la ville: si en 1926 à Podolsk vivait 19,7 mille personnes, en 1939 — 72 mille. En raison de la pénurie de terres, le 30 avril 1930, par la décision du Présidium du Comité permanent interorganisations, les villages de vypolzovo, Dobriatino, Ivanovo, Shepchinki et le village de l'usine de ciment ont été inclus dans la ligne urbaine, et en 1936, belyaevo, Salkovo, Fetishevo et les forêts d'importance locale. Le 11 juin 1936, le village de Koutouzovo et le village ouvrier de l'ancienne ferme Koutouzovo, ainsi que la forêt d'importance locale «koutouzovskaya Dacha», ont été annexés au territoire de Podolsk. En même temps, les villages du Nord et du Sud de l'usine ont été construits. Orjonikidze. Au milieu des années 1930, Mosoblproekt a élaboré le plan «Bolchoï Podolsk», qui prévoyait la division de la ville en zones résidentielles et productives. Au cours de ces années, de nouveaux quartiers résidentiels ont été construits, le logement et les services communaux ont été modernisés. Une attention particulière a été accordée à la composante transport. En 1932, au lieu d'un pont en bois sur Pakhra, un pont en béton a été construit et le 30 juillet 1939, le mouvement régulier des trains électriques Podolsk—Moscou a commencé. Un certain nombre d'objets sociaux ont également été ouverts: la Maison de la culture. Lepse (1930), parc pour enfants de la culture et des loisirs (1938), centre de formation et de consultation de l'institut Polytechnique par correspondance de l'Union pour les employés des entreprises de la ville (1935).  Avec le début de la grande guerre patriotique, Podolsk, comme l'écrivait «Moscow Pravda» en 1941, est devenue «une ville-forteresse, fermant l'une des approches les plus éloignées du Sud de Moscou». Déjà en juillet 1941, un bataillon de la milice populaire a été formé des habitants de la ville, qui a ensuite rejoint la division de la milice populaire du District de Kirov à Moscou, et en octobre, un régiment de travailleurs de l'usine M. I. Kalinin a quitté le front. Le 5 octobre 1941, les cadets de l'école d'infanterie de Podolsk ont été alertés et, pendant plusieurs jours, Maloyaroslavets a été défendu lors de violents combats. Malgré la mort de la majeure partie de la composition, les cadets, ainsi que des unités de l'armée 43, ont réussi à contenir l'assaut des troupes allemandes et à gagner ainsi du temps pour tirer les réserves vers Moscou et organiser la défense aux abords de la capitale. En conséquence, la direction de Moscou via Podolsk sur l'autoroute de Varsovie a été fermée à l'ennemi.  Le 12 octobre 1941, à la demande du Comité D'état pour la défense, la ville a été incluse dans la principale ligne défensive de la zone de défense de Moscou. Bien qu'en général, Podolsk ait été bombardée peu, plusieurs raids de l'aviation allemande ont néanmoins été effectués, qui ont tenté de frapper deux objets: le pont sur la rivière Pakhra et le bâtiment de la banque sur Strelka (aujourd'hui place Lénine).. À la suite du premier RAID, le 16 octobre, l'une des bombes est tombée sur le Commissariat militaire de la ville, ainsi que sur les maisons n ° 14 et 27 de la rue Fedorova, le 20 octobre, la bombe a détruit la maison n ° 15 de la rue Fevralskaya. 27 octobre 1941, dans une bataille aérienne près de Podolsk, un pilote militaire, commandant adjoint de l'escadron du régiment d'aviation de chasse 177, stationné à l'aérodrome de Dubrovica, a été tué, le Héros de l'Union soviétique a abattu des avions 6 et l'un des premiers à utiliser un Bélier de nuit, Viktor vasilyevich talalikhin
11 septembre 1943 de l'année à Podolsk du camp d'été d'Amerovo a été transféré de l'école centrale des femmes de la formation des tireurs d'élite, qui a fonctionné 27 mois. En outre, 30 hôpitaux ont été déployés sur le territoire de la ville et du District de Podolsk. Au total, pendant les années de la grande guerre patriotique, des milliers de personnes 40 ont été envoyées au front par les bureaux militaires de Podolsk et de krasnopakhor.
Ainsi, pendant la guerre, la vie de Podolsk était entièrement subordonnée au but de protéger le pays des envahisseurs. Les entreprises industrielles de Podolsk, qui, pendant la grande guerre patriotique, ont transféré toutes les capacités de la production de produits civils à la production pour l'industrie de la défense, ont apporté une aide considérable au front: elles fabriquaient des munitions, réparaient des chars et d'autres équipements militaires. L'usine de construction de machines Ordzhonikidze a produit des corps blindés pour les chars t-40 et les avions d'attaque il-2. En novembre 1941, l'usine a été complètement évacuée de Podolsk. À sa place, une usine numérotée pour la production de hérissons antichars, de pelles, de locomotives blindées a été déployée et, dans 1942, l'usine Red kotelschik évacuée de Taganrog, qui a poursuivi la production de chaudières dans la ville. Le 1er janvier 1942, le célèbre train blindé «Podolsky worker»a été remis aux soldats de l'armée 43 par les employés de L'usine de construction Mécanique S. Ordzhonikidze.
Après la fin de la guerre, les entreprises de la ville ont été transférées à la production de produits pacifiques, ce qui a initialement entraîné une forte réduction de la production (en 1946, 3 fois par rapport à la période militaire), malgré l'introduction de nouvelles entreprises — les usines pilotes Luch et GIREDMET, l'usine OKB hydropress. Mais déjà dans 1948, les indicateurs industriels ont dépassé le niveau d'avant-guerre. La mécanisation de la production a été menée, le mouvement pour l'abandon des subventions a été lancé, un nouvel élan a été donné au mouvement stakhanoviste. Le développement rapide de l'industrie à Podolsk a permis d'augmenter le budget de la ville pour le premier quinquennat d'après-guerre de plus de deux fois. À son tour, l & apos; augmentation des investissements dans l & apos; économie urbaine a contribué à la reconstruction et au développement de l & apos; infrastructure urbaine. Déjà en 1948, Podolsk a pris la première place dans la compétition des villes de la RSFSR pour l'embellissement. En 1949-1950, la construction du barrage de Pahra a été achevée. Les volumes de construction ont également augmenté: de nouveaux quartiers résidentiels sont apparus à Kutuzovo, Gulevo, sur Krasnaya Gorka, dans la partie Sud-ouest de Podolsk.
Dans les années 1950, le développement industriel de Podolsk s'est poursuivi. Un certain nombre de nouvelles usines ont été lancées: machines de construction, pièces de construction et chimique et métallurgique (année 1954), l'usine d'émail rond (année 1956). Au début des années 1950, le plan directeur de la ville a été révisé et affiné. Selon lui, la construction de maisons résidentielles était principalement concentrée dans la partie Sud-ouest de Podolsk, et dans la partie orientale, elle était interdite. Les 10 et 11 juin 1957, des émeutes ont eu lieu dans la ville, causées par le meurtre d'un chauffeur détenu par des policiers. Malgré le fait que les autorités ont qualifié les discours d'actes hooligans d'un groupe de citoyens ivres, ils ont participé à environ 3 millions de personnes. En 1959, la ville comptait déjà 129 000 habitants.
Toutes les années suivantes, les entreprises industrielles de Podolsk ont connu des succès significatifs, ce qui a eu un effet positif sur le développement de la ville dans son ensemble et sur la qualité de vie de sa population. Dans les années 1960, Podolsk a reçu une bannière commémorative du PCUS, du Mosoblsoveta, du MOSPS et du VLKSM MK, et le 18 janvier 1971, pour les succès obtenus par les travailleurs de la ville dans la production industrielle, l'ordre de la bannière rouge du Travail. En 1962, le Comité exécutif du Mosoblsoveta a approuvé un nouveau plan directeur de Podolsk: la construction a été envisagée sur la base de techniques progressistes de l'urbanisme, la construction de grands quartiers avec une population de 6-10 mille personnes. Le village ouvrier de Novo-Syrovo a également été inclus dans les limites de la ville. En 1979, la population de Podolsk était de 201,7 mille personnes, il est donc devenu le premier parmi les villes de la région de Moscou à franchir la ligne 200-millième.

### Période moderne

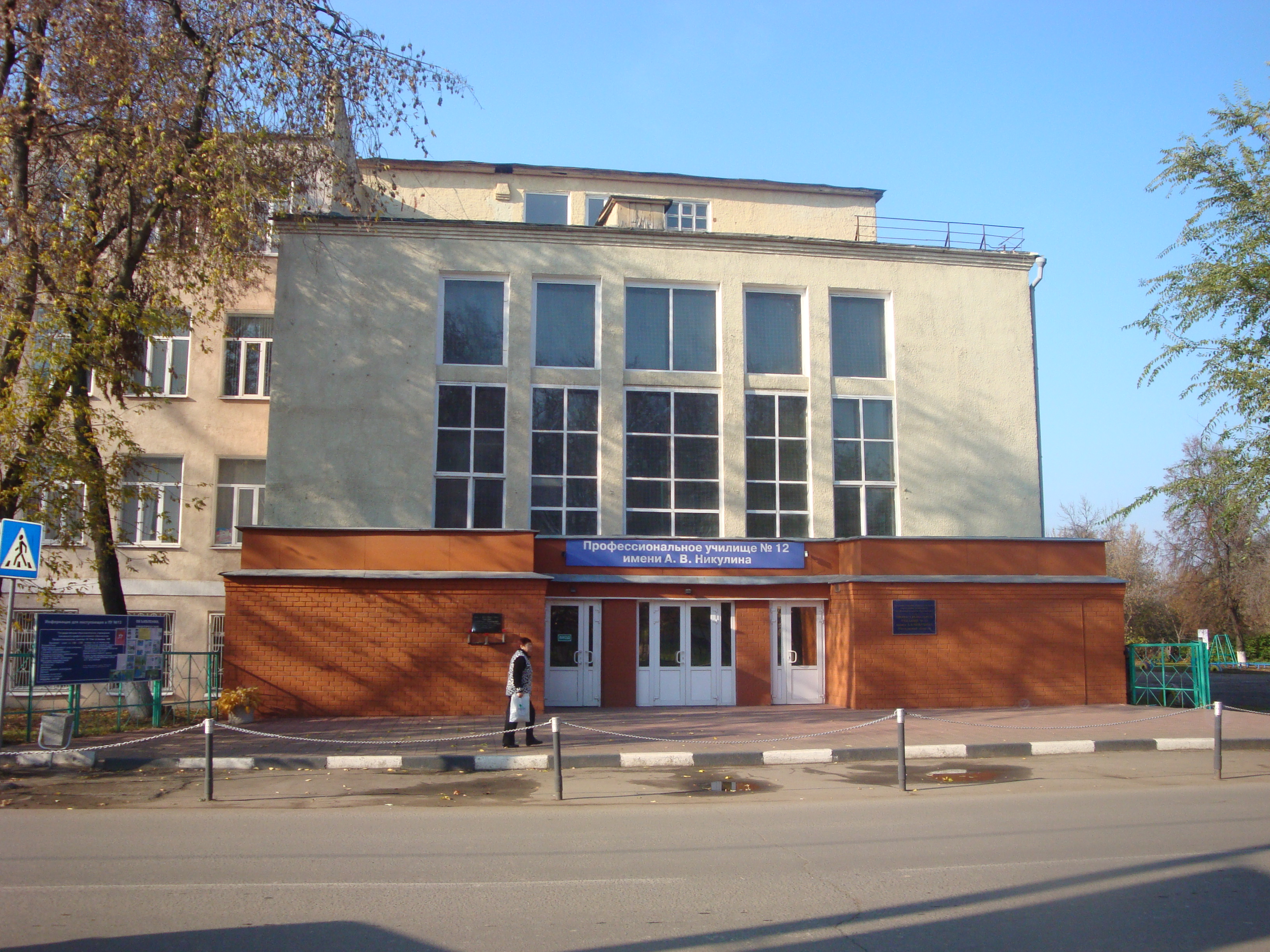
École professionnelle № 12 nommé d'après A. V. Nikulin à Podolsk

Au début du XXIe siècle, Podolsk est l'un des plus grands centres industriels de la région de Moscou, sur le territoire duquel il existe plus d'une douzaine de grandes entreprises industrielles de différentes branches. En outre, Podolsk est l'un des centres de la science de haute technologie: il abrite un grand nombre d'entreprises scientifiques d'importance panrusse et liées principalement à l'Ingénierie atomique et à la recherche atomique.
Malgré de graves difficultés dans la vie économique et sociale peu après l'effondrement de l'URSS, Podolsk a continué à se développer dans une direction progressive. En 1996, les premières élections populaires ont eu lieu à la tête de la ville, qui a remporté une victoire convaincante Alexander vasilyevich Nikulin, depuis 1990, a occupé le poste de président du Comité exécutif du conseil municipal de Podolsk,. Entre 1996 et 1999, un certain nombre d'installations sociales importantes ont été ouvertes à Podolsk: le Palais de la jeunesse (1996), les seuls départements de la gravité du sang et de la Gastroentérologie pédiatrique de la région de Moscou (1997), la station d'urgence médicale (1999), la Maison des anciens combattants (1999), la station de transfusion sanguine, le centre de. Les travaux d'amélioration et de construction de routes se sont également poursuivis: outre la reconstruction de plusieurs rues (en particulier les rues Kirov et Koursk), en 1998-1999, le pont sur Pakhra, qui a remplacé l'ancien, a été mis en service en un temps record. En 1993 à Podolsk est apparu la télévision aérienne de la ville.
En 1999, lors des prochaines élections à la tête de la ville, A. V. Nikulin a été élu à nouveau à ce poste. Le 1er mai 2001, le trafic de trolleybus a été ouvert dans la ville (cinq routes urbaines fonctionnent actuellement à Podolsk). Le 12 mars 2003, A. V. Nikulin a démissionné prématurément pour des raisons de santé. Du 12 mars au 26 mai 2003, le chef par intérim de la ville de Podolsk était Nikolai igorevich pestov.
En mai 2003, Alexander serafimovich Fokin est devenu le nouveau chef de Podolsk. En 2004, Podolsk a été doté du statut de District urbain.

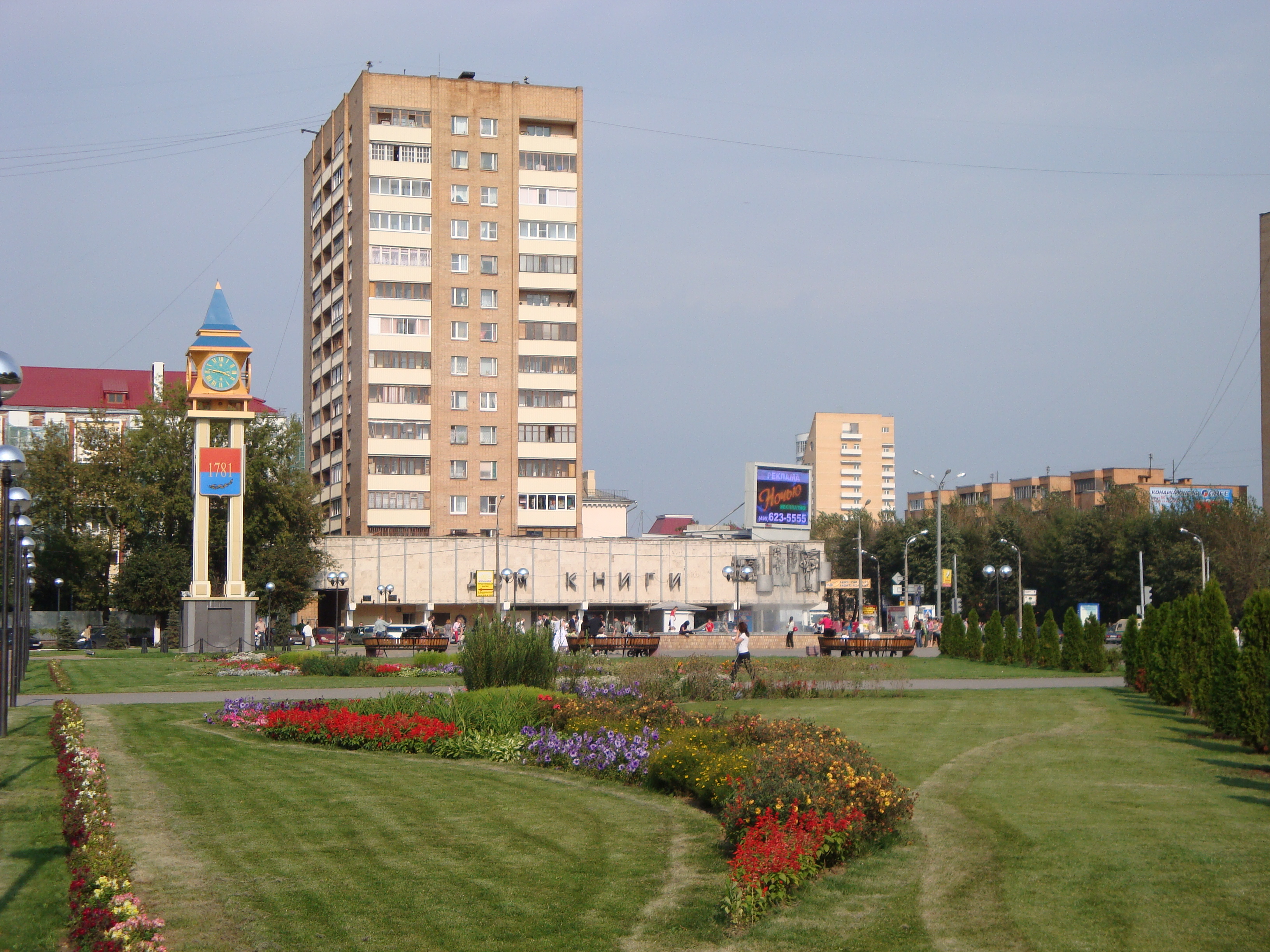
Square Des Générations. En arrière-plan-la maison du Livre

En 2005, la ville est devenue le centre d'un scandale majeur: le 22 avril, le maire de Podolsk a été officiellement accusé d'avoir organisé le meurtre du principal concurrent dans la campagne électorale pour le poste de chef de l'administration — le premier chef adjoint de l'administration de la ville de Podolsk, Peter zabrodin, qui, dans la nuit du 13 au 14 juin 2002, a été abattu par des inconnus dans une voiture de fonction «Volga» près de son propre chalet dans le village de Salkovo (District de Podolsk (région de Moscou)). Le procureur de la région de Moscou, Ivan sidoruk, a inculpé Fokin d'infractions visées aux articles 30 (partie 3) et 105 (partie 2) - tentative de meurtre de trois personnes par un groupe organisé, homicide volontaire de deux personnes par un groupe organisé, ainsi qu'à l'article 222 (partie 3) - acquisition illégale, possession, port, transfert, transport d'armes à feu et de munitions. Le 9 novembre 2005, A. S. Fokin a été retrouvé pendu dans une chambre de l'hôpital de la prison dans le centre de détention «matroskaya silence».
En décembre 2005, Nikolai igorevich pestov a été nommé chef par intérim de la ville de Podolsk. Le 12 mars 2006, il est élu à la tête de la ville (avec 83,03% des voix). Entre 2006 et 2011, de nombreuses activités d'embellissement ont été menées à Podolsk: en 2006, près de la place Lénine, un Square des Générations a été organisé, dans lequel l'horloge de la ville a été installée; en 2008, dans le Square Catherine rénové, le monument à Catherine II, qui a donné le statut de ville à Podolsk, a été inauguré.En outre, une rénovation majeure de la maison de la culture «Octobre» a été réalisée avec la reconstruction de la place adjacente sur laquelle la fontaine musicale a été installée; pour le 65e anniversaire de la grande Victoire, le 6 mai 2010, la Place de la Gloire a été inaugurée (anciennement la Place du 50e anniversaire d'Octobre) avec une nouvelle composition «travailleurs de l'arrière» et un monument aux soldats internationalistes. Un événement important dans la vie de la ville a été l'ouverture le 3 octobre 2009, Le jour de la ville, du viaduc situé sur le 45 km de la section ferroviaire Moscou-Serpoukhov / 11 km de l'autoroute «Approche de Podolsk», dans le quartier de la plate-forme «koutouzovskaya». La construction d & apos; un viaduc de plus de 500 m de long (longueur totale de l & apos; autoroute: 1 200 m) a permis d & apos; éliminer le passage à niveau à faible débit qui existait auparavant.
En 2006, en collaboration avec GUP MO Niipi urbanisme a commencé à élaborer un nouveau plan directeur Podolsk, qui n'a pas été révisé depuis 1975. Compte tenu de la construction active dans la ville et de l & apos; expansion du District urbain au début de 2010 aux dépens des territoires sur lesquels se trouve le quartier pour les militaires du ministère de la défense de la Fédération de Russie, les spécialistes ont eu pour tâche d & apos; évaluer de manière intégrée le développement existant et d & apos; élaborer des propositions pour le développement intégré de Podolsk, ce qui rendrait La ville confortable pour vivre tout en créant les conditions nécessaires au développement du potentiel industriel. En octobre 2011, le plan Général a été approuvé par le Gouvernement de la région de Moscou.
Le 13 mars 2011 à Podolsk a eu lieu les prochaines élections à la Tête du District de la ville, qui a remporté la victoire, gagnant 84,84% des voix des électeurs, l'ancien chef de la ville-N. I. pestov. En 2012, Podolsk a pris la deuxième place dans le classement des meilleures villes de Russie selon le magazine «secret de l'entreprise» (ID Kommersant).
Au début de 2015, un groupe de travail a été formé sur la question de l'unification des districts urbains de Podolsk, klimovsk et du District municipal de Podolsk en un seul District urbain de Podolsk. La Commission comprend des représentants des trois municipalités converties. L'enquête sociologique menée du 11 au 14 avril a montré qu'au moment du début des audiences publiques sur l'Association, cette initiative a été soutenue par plus de 50% de la population en général(bien que, par exemple, les habitants du village de Lviv ont été plutôt négatif). Le 1er juin 2015, le District urbain élargi de Podolsk a été formé, y compris, à l'exception de Podolsk, 75 autres localités. Dans le même temps, le territoire de la ville de Podolsk a également été ajusté plus tard: 3 juillet 2015, le village de type urbain Lviv est devenu une partie de Podolsk; Le 13 juillet 2015, la ville de la subordination régionale de klimovsk a été abolie, faisant partie de Podolsk.
Le 9 février, le maire de la ville, Nikolay igorevich pestov, a décidé de démissionner de son propre chef. Le 9 mars 2022, lors de l'Assemblée du conseil des députés de la ville, Dmitry vyacheslavovich zharikov a été élu à la Tête, qui était auparavant le chef par intérim.
Le 11 septembre 2023, par décret du Président de la Fédération de Russie, la ville a reçu le titre honorifique de " Ville de la valeur du travail»,. 

## Agencement

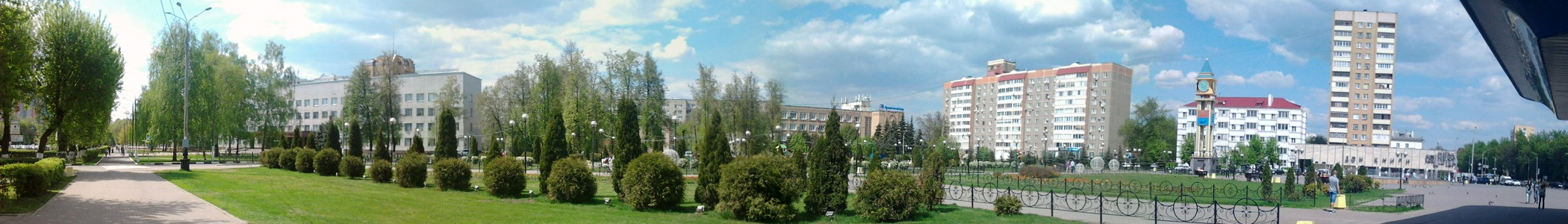
Centre de Podolsk (à gauche, à droite — Square)

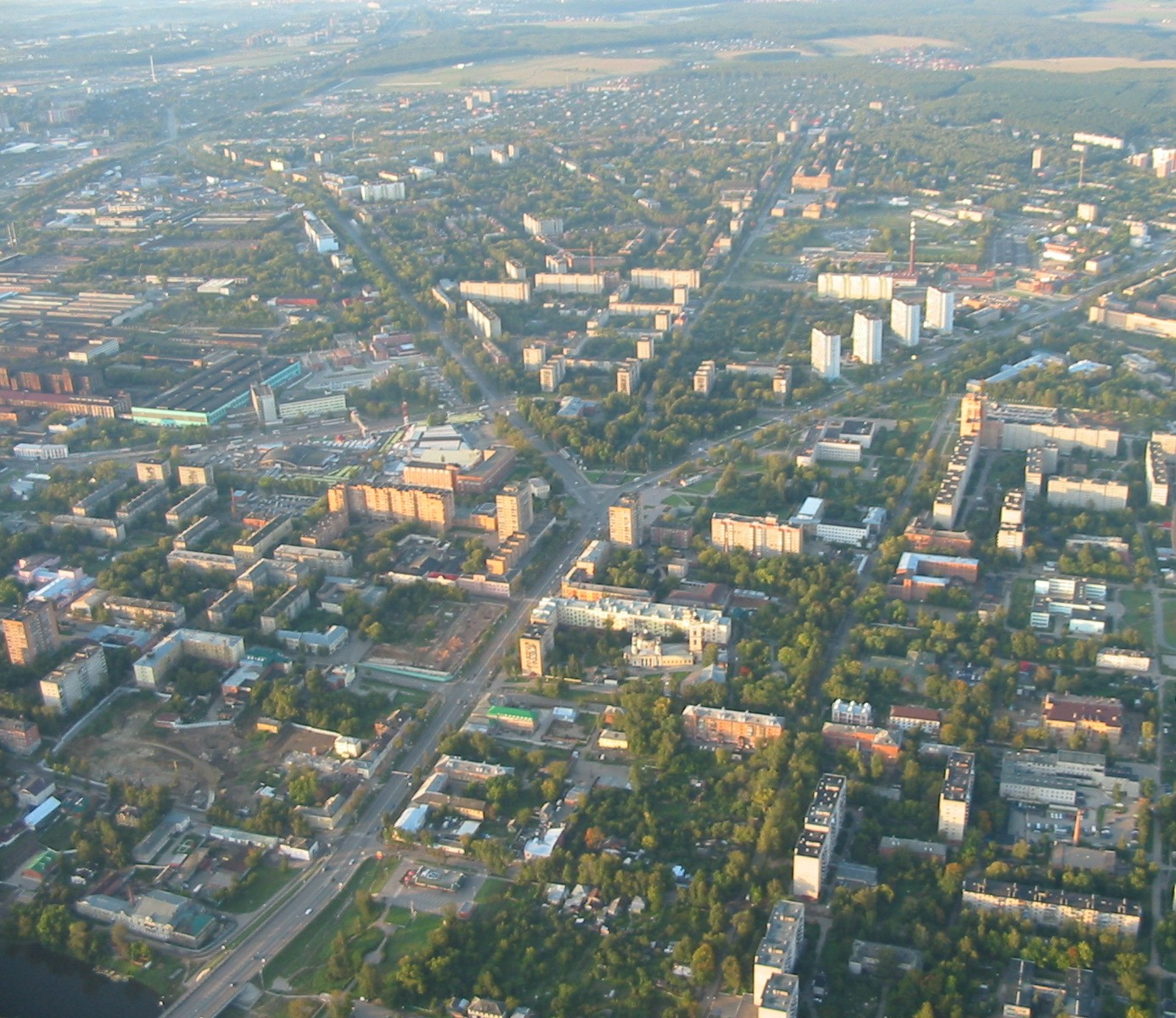
Le centre de Podolsk avec une vue d'oiseau

Le centre-ville moderne est la place Lénine, sur laquelle est installé le monument à Lénine, ainsi que diverses institutions sociales, y compris la maison du livre et la salle d'exposition. De la place Lénine, il y a des routes dans les directions 6 — l'Avenue Lénine au Nord-est (au pont sur la rivière Pakhra, au musée «podolje», à la partie Nord de la ville, à Podolsky DSK et au quartier Novosyrovo), St. Komsomolskaya-au Nord-ouest et au Sud-est (au viaduc à travers le chemin de fer et dans la partie orientale de la ville), La rue Bolshaya serpukhovskaya au Sud (à pamz, au monde des Enfants, au viaduc à travers le chemin de fer, au quartier de Kutuzovo et à klimovsk), St.Sverdlov au Sud-ouest, St. Kirova au Sud-ouest. À environ 2 km à l'ouest de la place Lénine sur les rives de la rivière pakhra — le manoir ivanovskoe (musée Fédéral de l'éducation professionnelle), à 2 km à l'est — la place de la gare, la gare de Podolsk et la gare routière.

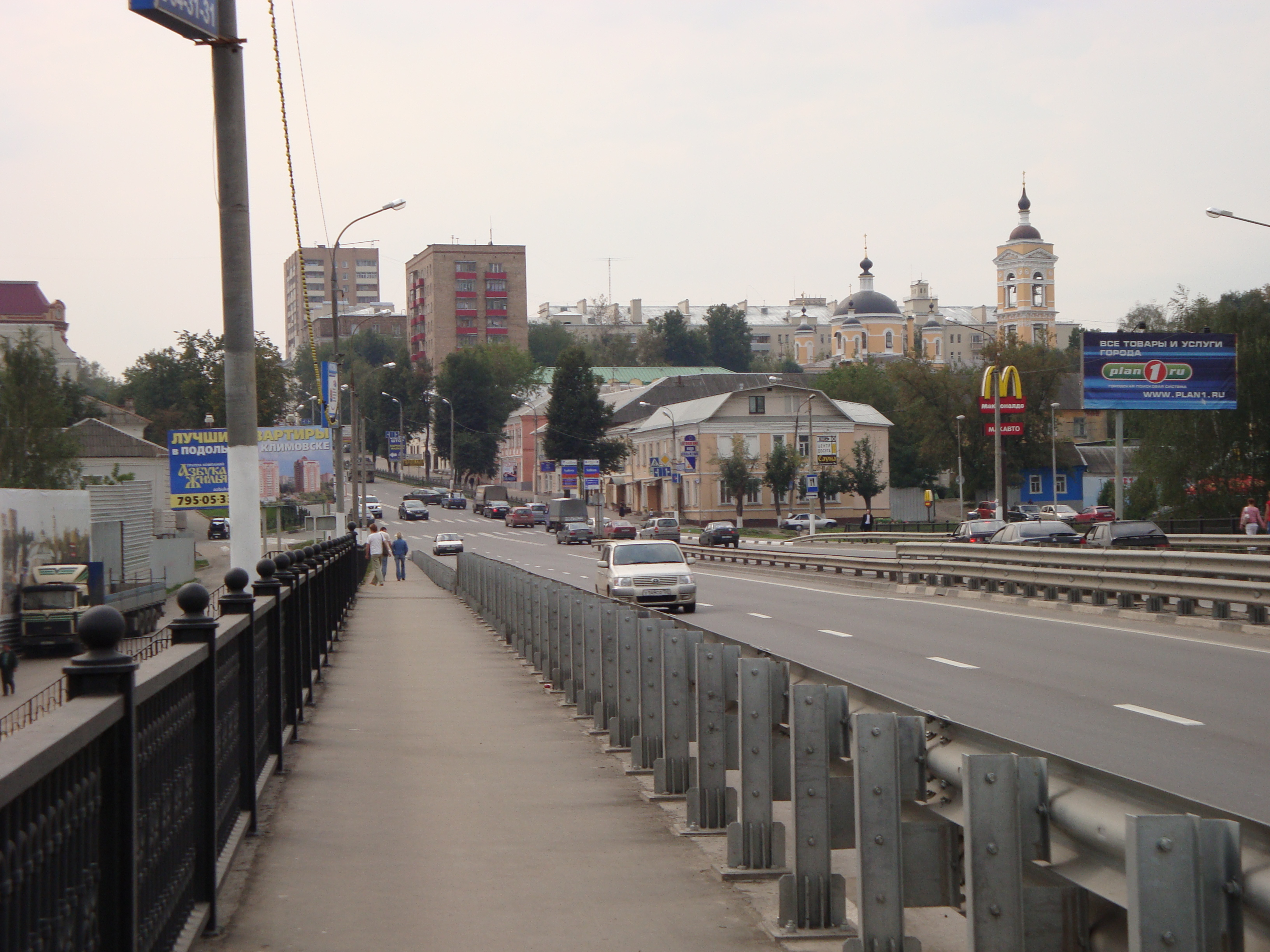
Vue de l'Avenue Lénine depuis le pont sur la rivière Pahru septembre 2008

La partie Nord de la ville est séparée du centre par la rivière Pahra, à travers laquelle il n'y a que 2 ponts — sur l'Avenue Lénine et dans la partie ouest, dans le quartier de Dubrovitz. Les quartiers est sont séparés du centre — ville par le chemin de fer principal, à travers lequel il y a trois viaducs-sur l'Avenue Des jeunes Léninistes (au Sud de la plate-forme Silicatée), sur la rue Komsomolskaya (au Sud de la gare) et sur la Rue Bolshaya serpukhovskaya (au Nord de la plate-forme koutouzovskaya). Dans la partie centrale de la ville, sur la côte de pahra, la disposition régulière de 1784 et les maisons d'habitation de la fin du XIXe et du début du XXe siècle ont été préservées.
Au début de 2010, une partie non construite d'une superficie de 34,87 hectares près de la frontière Sud-ouest de la ville, sur laquelle se trouvait auparavant l'aérodrome militaire de Sauterelles, a été annexée à la frontière du District de Podolsk. Sur ces territoires se trouvait le quartier éponyme, destiné aux militaires du ministère de la défense de la Fédération de Russie. Au total, 75 maisons d'une superficie totale de 949 700 m2 sont construites dans le quartier pour 14 682 appartements. En décembre 2010, un décret du chef de la ville de Podolsk a été adopté "sur l'attribution des noms de la place, des rues, du Boulevard et des allées du quartier "Sauterelles" de la ville de Podolsk", selon lequel un certain nombre de rues ont été nommées en l'honneur des héros célèbres défenseurs de la patrie: le chef de l'école d'artillerie de Podolsk de septembre à décembre 1941, le lieutenant général I. S. Strelbitsky, le chef de l'école d'infanterie de Podolsk de décembre 1940 à novembre 1941, le major général V. A. Smirnov; héros de l'Union soviétique, général de l'armée V. I. Varennikova, deux fois Héros du travail Socialiste, académicien de l'Académie des sciences de l'URSS N. A. dollezhal.  En outre, la place des Défenseurs de la patrie, le Boulevard du 65e anniversaire de la Victoire, les allées de l'Armée et de la Marine sont apparus dans la ville. En novembre 2016, le Boulevard du cinéaste Yevgeny karelov a ouvert ses portes.

## Gouvernement local

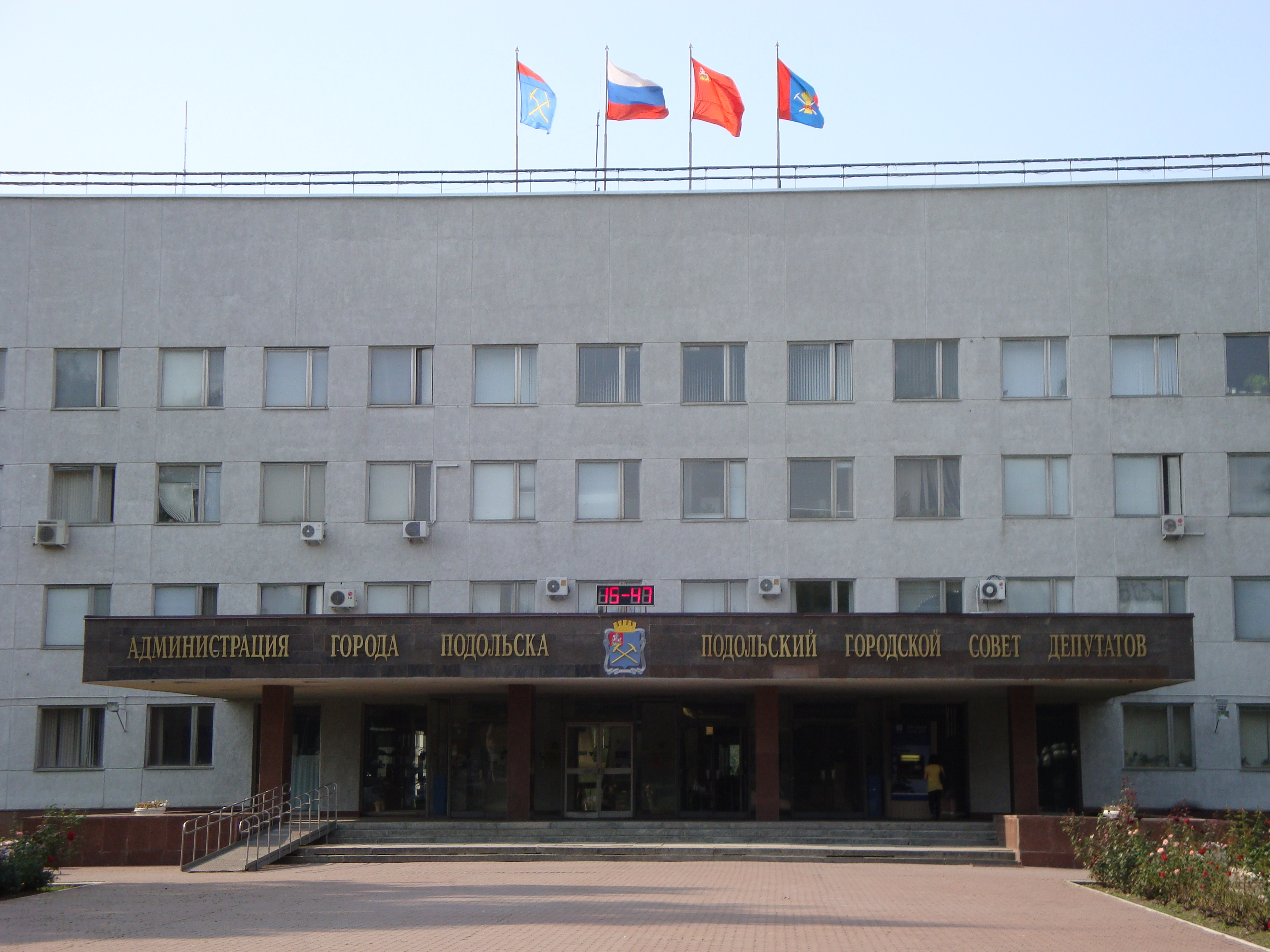
L'entrée principale du bâtiment de l'administration de la ville de Podolsk et du conseil des députés de la ville de Podolsk

L'acte juridique normatif principal de la ville de Podolsk, établissant le système d'autonomie locale, les fondements juridiques, économiques et financiers de l'autonomie locale et les garanties de sa mise en œuvre sur le territoire de la ville, est la Charte de la municipalité « district urbain de Podolsk de la région de Moscou »:Chapitre 1, Article 1, adopté par décision du Conseil municipal des députés de Podolsk de la région de Moscou le 14 mars 2007:Première page.
La structure des organes du gouvernement local de Podolsk se compose de : l'organe représentatif de la ville - le Conseil des députés du district urbain, le chef du district urbain, l'administration du district urbain, l'organe de contrôle du district urbain, qui ont leurs propres pouvoirs pour résoudre les problèmes d'importance locale:Chapitre 5, article 22 (1). Les collectivités locales de la ville de Podolsk ne font pas partie du système des autorités de l'État:Chapitre 5, article 22 (2).

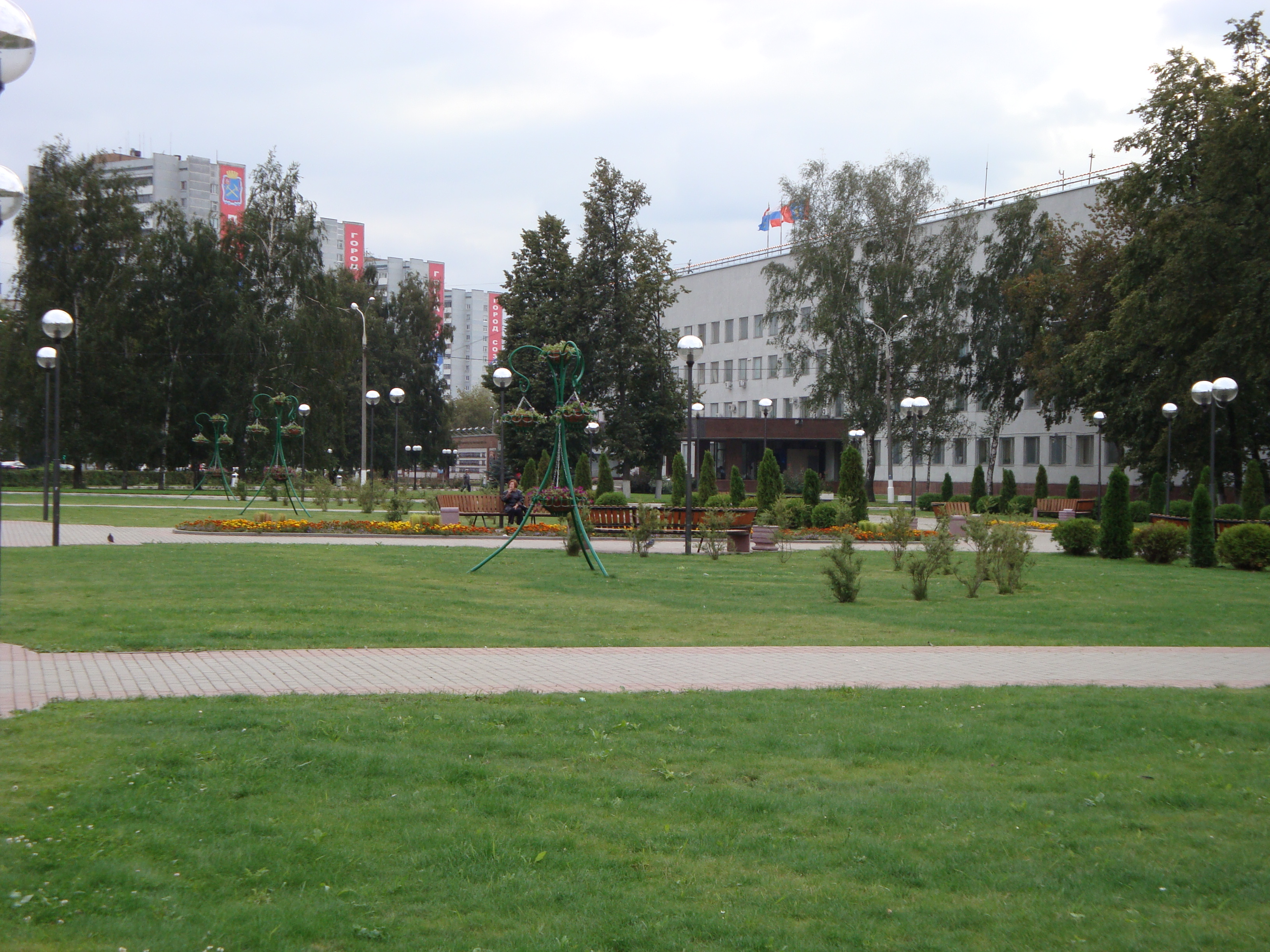
Dans le parc devant le bâtiment administratif

Le Conseil des députés de la ville de Podolsk est un organe représentatif de l'autonomie locale composé de 25 députés élus dans des circonscriptions uninominales au scrutin secret sur la base du suffrage universel, égal et direct pour un mandat de 5 ans.:Chapitre 5, article 23 (1). Les députés sont élus au scrutin majoritaire dans 25 circonscriptions uninominales:Chapitre 5, article 23 (2). Un citoyen de la Fédération de Russie qui a le droit de vote conformément à la loi fédérale, ainsi qu'un citoyen d'un État étranger qui réside en permanence sur le territoire de la ville de Podolsk sur la base d'un traité international de la Fédération de Russie, peuvent être élus députés du Conseil municipal des députés de la manière prescrite par la loi.:Chapitre 5, article 25 (3). Les députés exercent leurs pouvoirs, en règle générale, à titre temporaire. Un maximum de 10 % des députés du Conseil municipal peuvent exercer leurs fonctions à titre permanent.:Chapitre 5, article 25 (6). Le président du Conseil municipal des députés (actuellement Dmitri Nikolaïevitch Machkov) et le vice-président du Conseil municipal des députés (Gennady Nikolaïevitch Khryachkov) sont élus parmi les députés de la manière établie par le règlement du Conseil municipal des députés et travaillent de manière permanente.:Chapitre 5, article 26 (1).  Le chef de la ville est le plus haut fonctionnaire de la ville de Podolsk:Chapitre 5, article 27 (1),élu par les citoyens résidant dans la ville et ayant le droit de vote, au suffrage universel, égal et direct au scrutin secret pour un mandat de 5 ans:Chapitre 5, article 27(2).Depuis le 1er décembre 2023, le Conseil des députés a élu à l'unanimité Grigori Igorevitch Artamonov à la tête de la ville. Le maire est contrôlé et responsable devant la population et le Conseil des députés.:Chapitre 5, article 27 (8).
L'administration municipale est une personne morale exerçant des fonctions exécutives et administratives. Elle est responsable devant le Conseil municipal des députés pour les questions relevant de sa compétence et devant les organes de l'État pour les questions relevant de leurs compétences. L'administration municipale est constituée par le maire de la ville, conformément à la structure administrative approuvée par le Conseil municipal des députés.:Chapitre 5, article 28.
L'organe de contrôle de la ville de Podolsk est formé dans le but de contrôler l'exécution du budget local, le respect de la procédure établie pour la préparation et l'examen du projet de budget local, le rapport sur son exécution, ainsi que dans le but de contrôler le respect de la procédure établie pour la gestion et la disposition des biens appartenant à la municipalité.:Chapitre 5, article (1). L'Organe de Contrôle est formé par le Conseil Municipal des Députés et exerce ses pouvoirs conformément au Règlement sur l'Organe de Contrôle.:Chapitre 5, article 30 (2).

## Transport

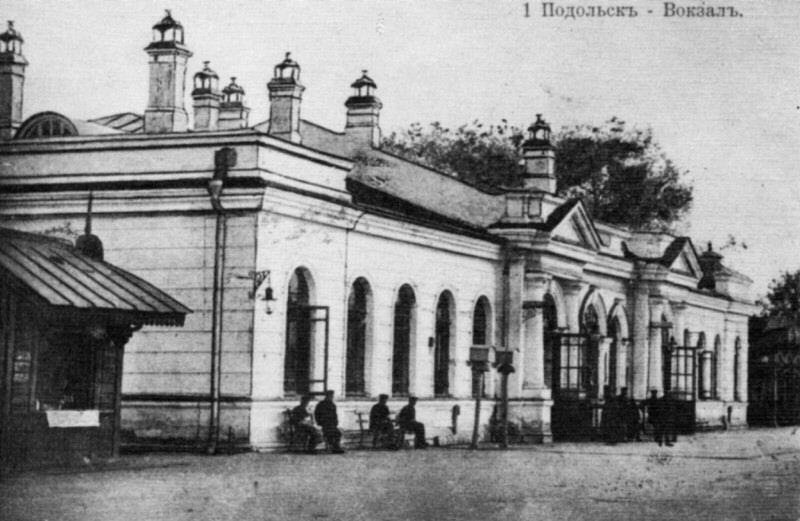
Gare de Podolsk, 1889

La ville de Podolsk fut reliée à Moscou par voie ferrée en 1865, dans le cadre de la construction de la ligne de chemin de fer Moscou-Koursk, achevée en 1871. La gare en pierre, initialement prévue à deux kilomètres de la ville, près du village de Shepchinki (actuellement l'un des microdistricts de Podolsk), ne fut construite qu'en 1889 par l'ingénieur E. Ya. Skornyakov (auparavant, elle était en bois).. L'avènement du chemin de fer a eu un impact énorme sur le développement et l'économie de la ville : le trafic hippomobile a été réduit, une autoroute a été construite de la gare à la ville elle-même et une impulsion a été donnée au développement de l'industrie..
Actuellement, la ligne ferroviaire Moscou-Kharkov-Sébastopol passe par Podolsk. Sur le territoire de la ville se trouvent le quai Silikatnaya, la gare de Podolsk et le quai Kutuzovskaya. Tous les trains de banlieue s'arrêtent à la gare de Podolsk, et pour certains, c'est le terminus. Une liaison directe via Moscou est assurée vers les directions Rizhskoïe et Smolenskoïe (Biélorussie).

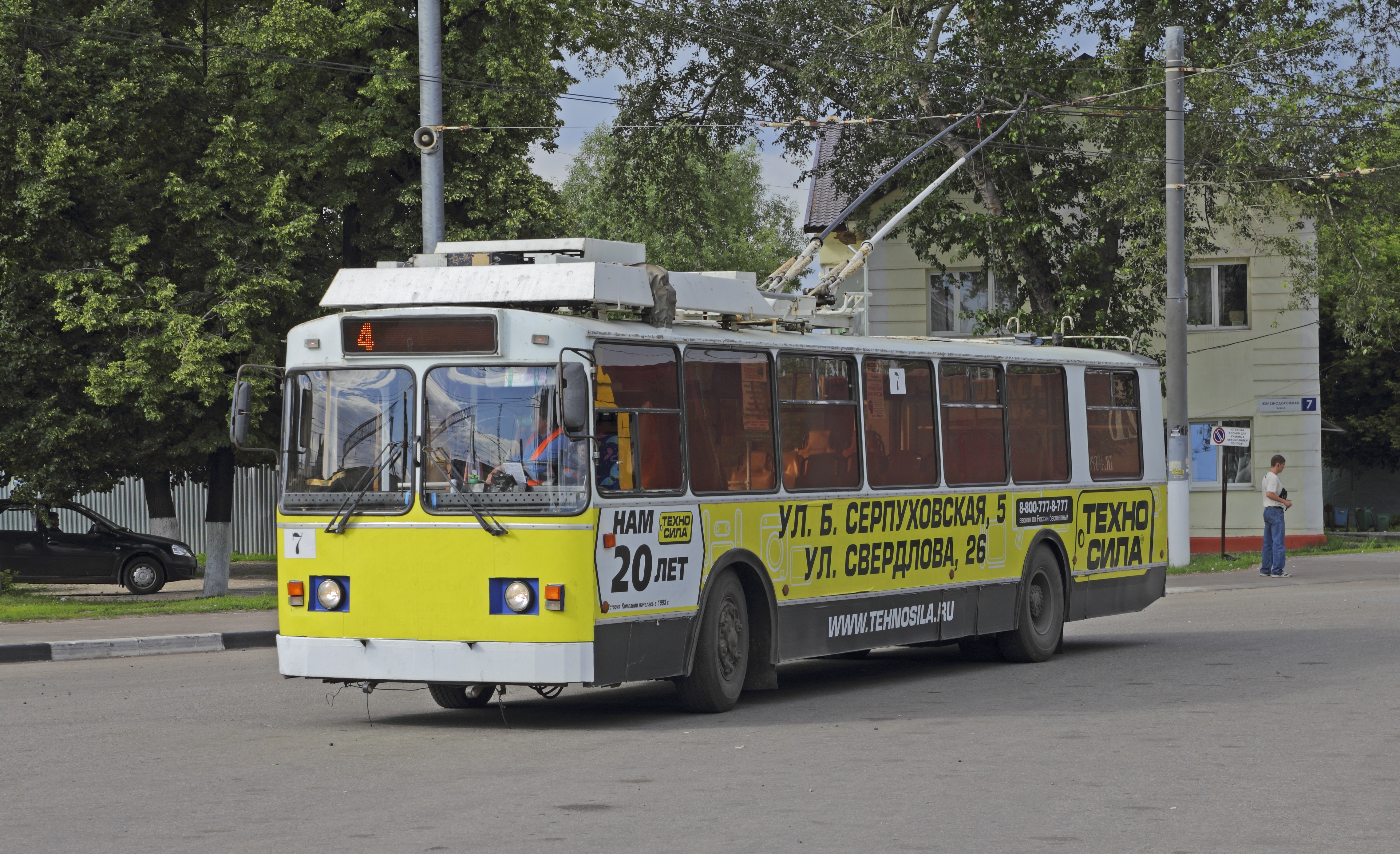
Trolleybus ZiU-682 à Podolsk, région de Moscou

Le trajet de la gare de Podolsk à la station Tsaritsyno MCD-2 (la station la plus proche reliée au métro) dure 25 à 30 minutes. Les trains longue distance ne s'arrêtent pas à Podolsk.

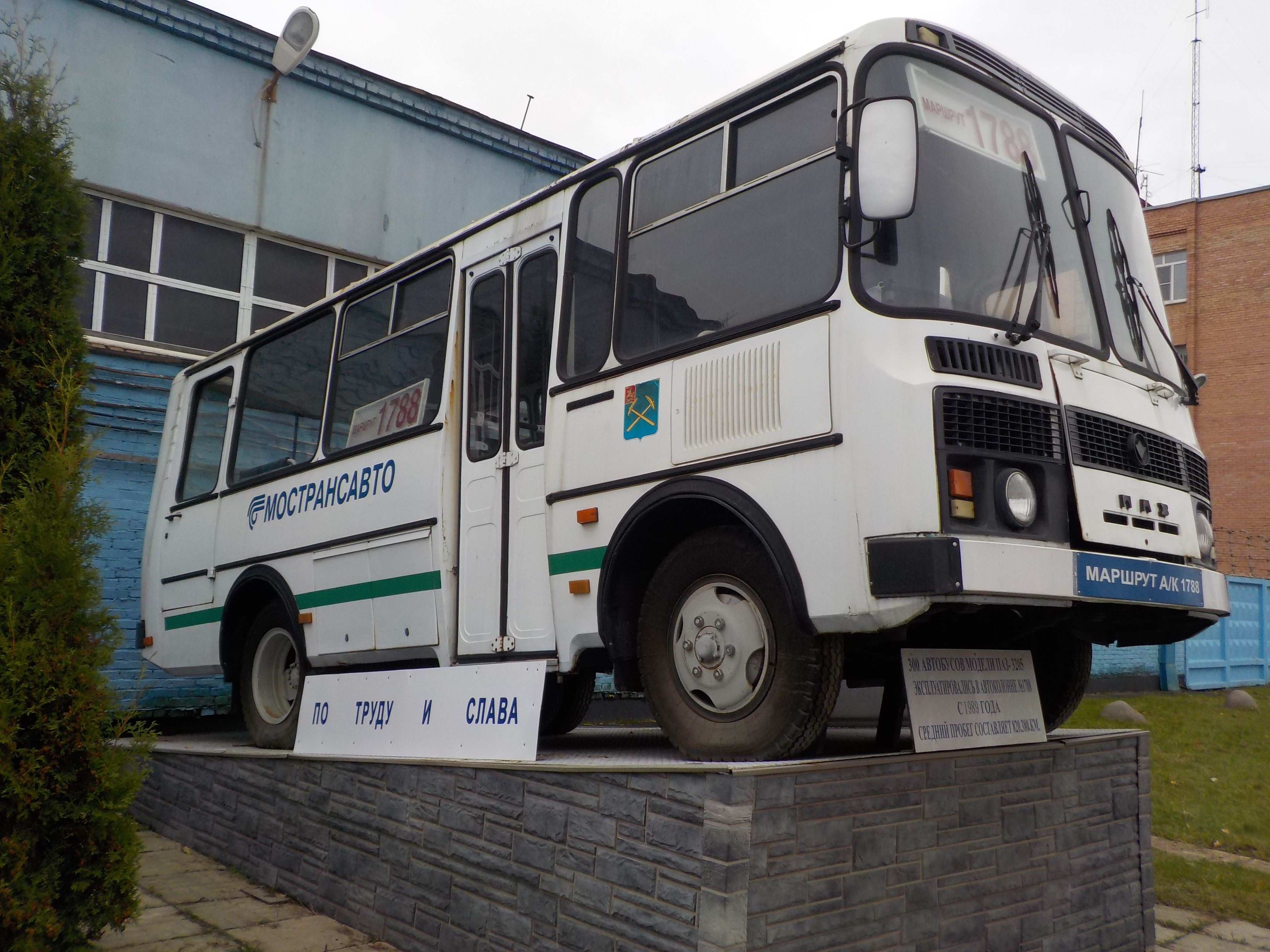
Bus PAZ, installé sur l'avion 1788, modèle PAZ-3205

L'autoroute fédérale M2 « Crimée » passe à 1 km à l'est de Podolsk, l'autoroute Varshavskoe traverse la ville et l'ancienne autoroute Simferopol commence également ici. Podolsk dispose d'un service de bus et de trolleybus, de cinq lignes de trolleybus (le service a été ouvert le 1er mai 2001 sur le tronçon reliant la gare de Podolsk au microdistrict de Yubileiny) et de plusieurs dizaines de lignes de bus. Podolsk est l'une des rares villes de Russie où des lignes de trolleybus sont actuellement en construction. En 2008, 13,3 millions de personnes ont été transportées par les trolleybus de la MUP « Podolsky Trolleybus », dont 6,9 millions de passagers bénéficiant de tarifs réduits.. Les principaux transporteurs de la ville sont la filiale de l'entreprise unitaire d'État de la région de Moscou « Mostransavto », la compagnie de transport n° 5 de la ville de Podolsk (anciennement Avtokolonna n° 1788), la compagnie municipale de transport « Podolsk Trolleybus » et la société anonyme « Avtomigtrans ». Au total, plus de 30 millions de personnes ont été transportées en 2008, dont 11,8 millions de passagers bénéficiant de tarifs réduits. Le réseau urbain s'étendait sur 1 137,9 km.. Les lignes de bus n° 1004, c924, c996 et MC3 sont également desservies par le transporteur GUP Mosgortrans.
En novembre 2013, à l'initiative du cortège n° 1788, un monument à l'autobus PAZ a été érigé dans la ville, avec le modèle PAZ-3205 immortalisé sur son piédestal..

## Culture

### Temples et églises

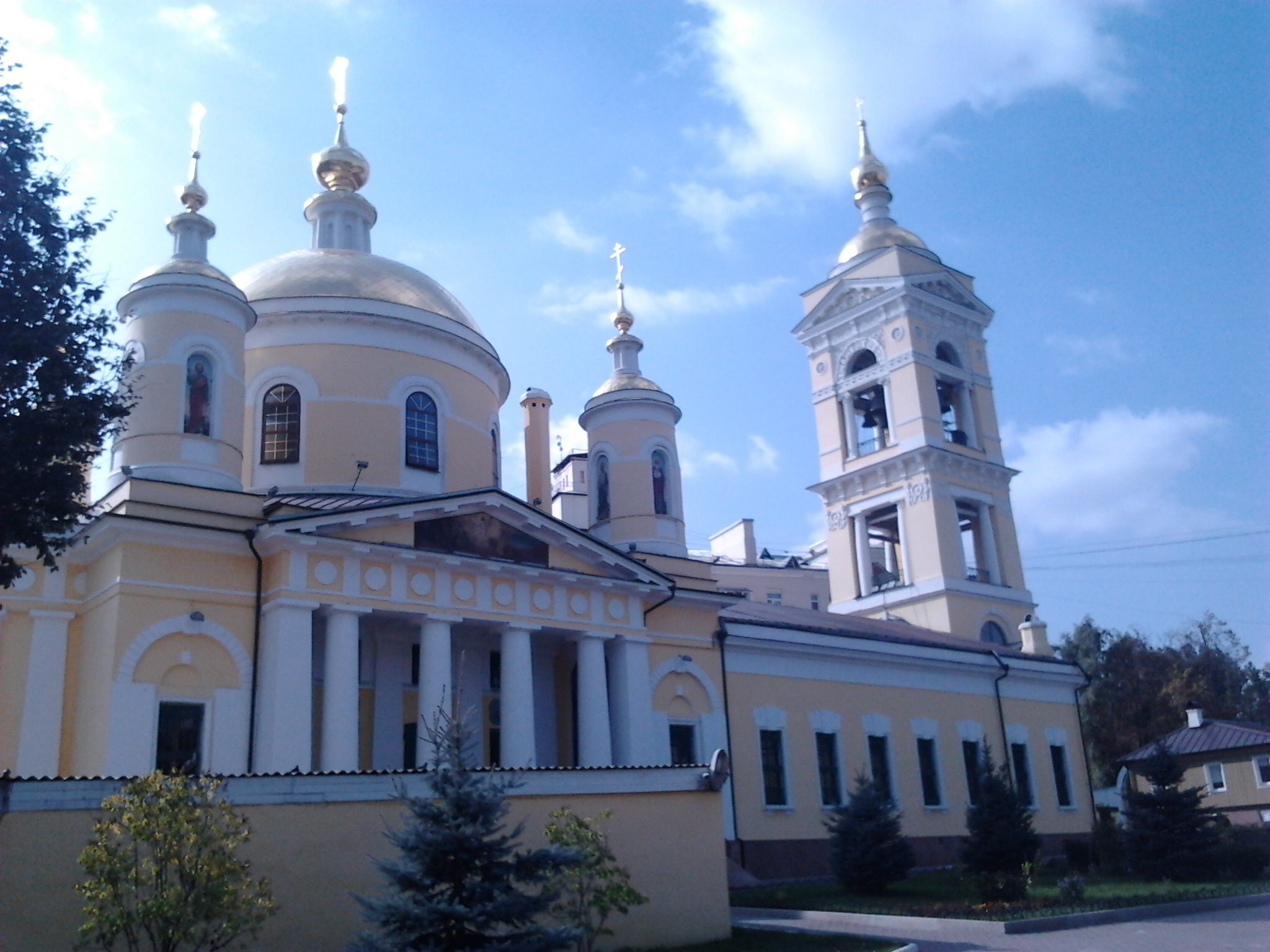
Cathédrale de la Trinité

Il existe plusieurs églises orthodoxes situées dans la ville, parmi lesquelles les plus remarquables sont la cathédrale de la Trinité vivifiante (également connue sous le nom de cathédrale de la Sainte-Trinité ou cathédrale de la Trinité) et l'église de la Résurrection du Verbe (Renouveau de l'église de la Résurrection du Christ à Jérusalem).

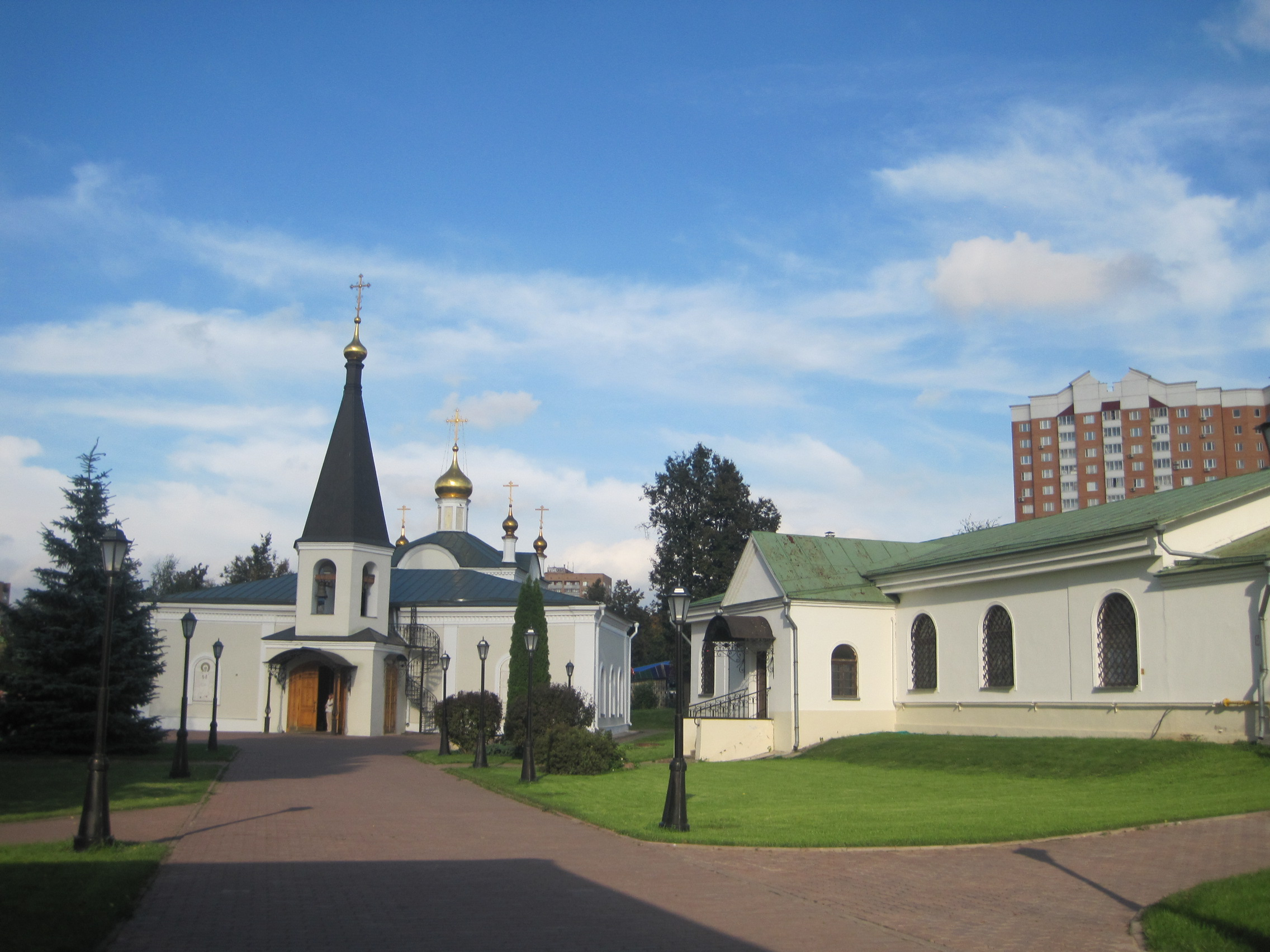
Église de la Résurrection de la Parole à Podolsk

La plus célèbre d'entre elles est la cathédrale de la Trinité, construite en 1819-1832 en l'honneur de la victoire dans la guerre patriotique de 1812. et est une cathédrale à cinq dômes de style Empire avec un réfectoire à trois nefs et un clocher à trois niveaux,. Parmi les églises de la région sud de Moscou, la cathédrale de la Trinité est la seule à posséder un sommet à cinq coupoles.. L'architecte de la cathédrale est Ossip Ivanovitch Bove, célèbre pour la reconstruction de Moscou après l'incendie de 1812.. La cathédrale de la Trinité a été créée comme un centre de développement urbain. C'est pourquoi une haute colline surplombant la rivière Pakhra a été choisie pour sa construction. Elle possède ses propres sanctuaires : l'icône de Jérusalem de la Mère de Dieu, vénérée par les chrétiens pour avoir prétendument sauvé la ville du choléra en 1866, deux reliquaires contenant des fragments des reliques de 140 saints, et une icône des nouveaux martyrs de Podolsk.. À l'époque soviétique, la cathédrale de la Trinité était la seule cathédrale urbaine en activité dans la région de Moscou..
L'une des plus anciennes églises de Podolsk est l'église de la Résurrection de la Parole (ou simplement l'église de la Résurrection) sur la rue Krasnaya, qui a été mentionnée dans les livres de recensement de 1627-1628, lorsque le village de Podol, qui était le patrimoine du monastère Danilov de Moscou, était situé sur le territoire de la ville moderne.. La première église était en bois, ce qui provoqua un incendie en 1722. En 1728, un appel fut adressé au Trésor synodal Prikaz pour la construction d'une église en pierre. Mais après avoir obtenu l'autorisation, la construction de l'église fut retardée de 40 ans.. À la fin du XVIIIe siècle, l'église de la Résurrection devient l'église cathédrale de la ville et le recteur de la cathédrale devient le doyen des églises du district de Podolsk du diocèse de Moscou.. Cependant, après la construction de la cathédrale de la Trinité, le temple devint une église-cimetière municipale. Au milieu du XIXe siècle, l'église fut rénovée et une paroisse indépendante fut restaurée.. Mais avec l'instauration du pouvoir soviétique, les biens de l'Église furent confisqués et, en mars 1929, l'église de la Résurrection fut fermée. Il était même prévu de transformer l'église orthodoxe en musée d'histoire locale, avec une section révolutionnaire dans l'autel principal.. Par la suite, l'église fut gravement endommagée (notamment par la destruction du clocher) et transformée en atelier de fabrication de pierres tombales. Une école technique industrielle fut construite dans le cimetière adjacent, où furent enterrés les morts de l'épidémie de choléra de 1848, puis fermée en 1924. Une aire de jeux et de sport fut également aménagée. Par la suite, l'église servit également à d'autres fins économiques..La première liturgie divine n'a eu lieu qu'en 1995. Entre 1995 et 1999, l'Église de la Résurrection a été réellement relancée..

### Domaines

#### Ivanovskoïe

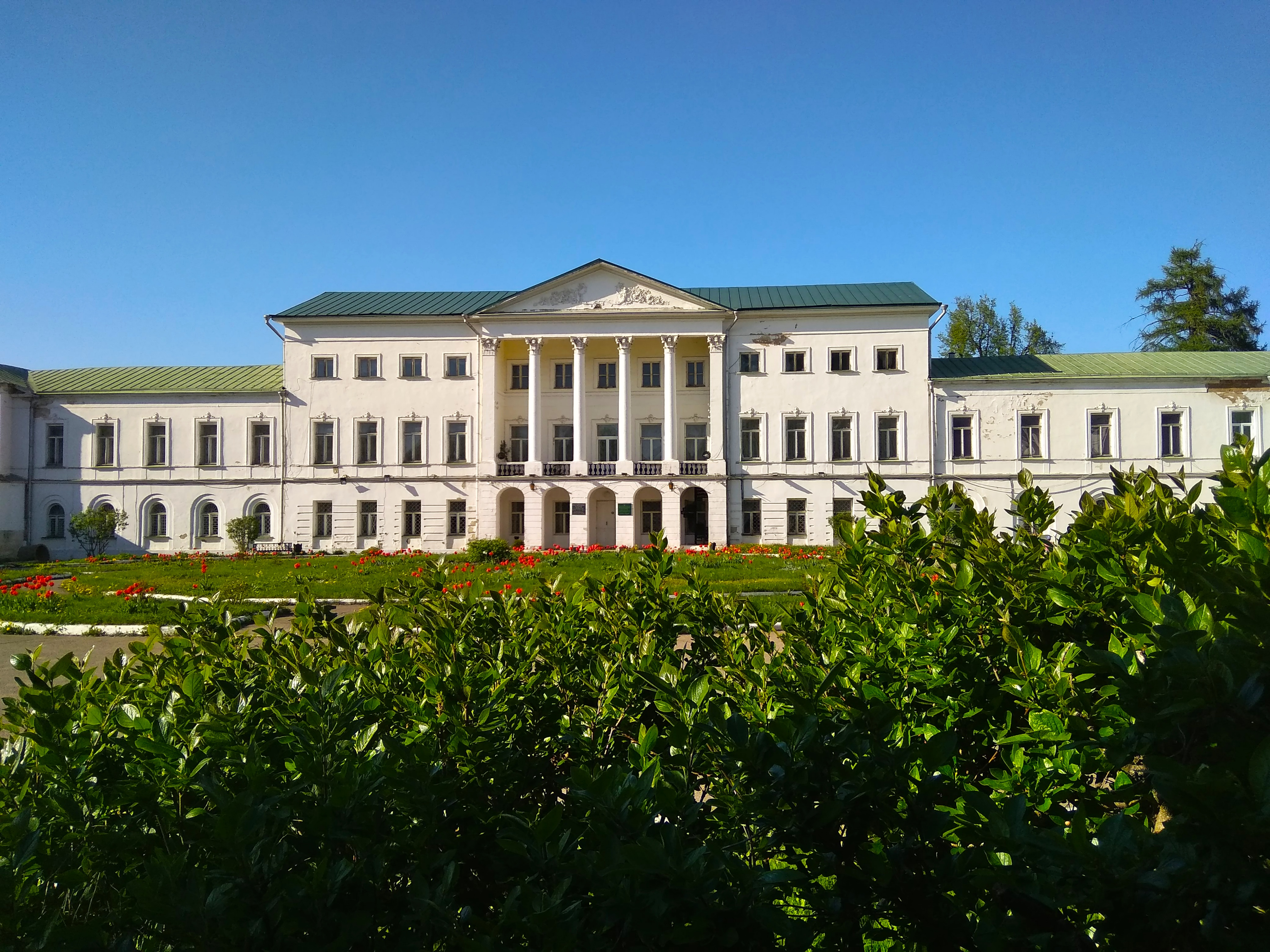
Domaine d'Ivanovskoïe

L'un des monuments les plus célèbres de la ville est l'ancien domaine d'Ivanovskoïe, qui abrite aujourd'hui le Musée d'histoire locale et le Musée de l'enseignement professionnel de Russie. Ivanovskoïe est mentionné pour la première fois comme domaine patrimonial dans les registres cadastraux de 1627. À la fin du XVIIe siècle, le domaine appartenait à l'okolnitch Ivan Ivanovitch Golovine et à ses héritiers, puis, dans la seconde moitié du XVIIIe siècle, au maréchal Mikhaïl Fedotovitch Kamenski. À la fin du XVIIIe siècle, Ivanovskoïe passa aux mains du sénateur et grand-oncle de Léon Tolstoï, le comte Fiodor Andreïevitch Tolstoï. C'est sur son ordre que fut créé le complexe artistique du domaine. L'axe de composition du domaine longe l'allée, traverse le centre du palais et longe les terrasses jusqu'à la rivière Pakhra. Au centre de l'ensemble se trouve un bâtiment de trois étages. Les ailes s'étendent le long de la Pakhra, les ailes latérales s'avançant vers l'avant. Non loin de l'entrée principale se trouve un pavillon de parc. Un théâtre de deux étages fut construit dans l'alignement du bâtiment principal, avec une cour de ferme sur le côté. Après la mort de Fiodor Tolstoï, le domaine passa aux mains du comte Arseni Andreïevitch Zakrevski, gouverneur général de Finlande (1823) et de Moscou (1848-1859). Ce dernier entreprit la reconstruction d'Ivanovskoïé : des passages reliant la partie centrale du bâtiment aux ailes furent construits, une église fut installée dans l'aile est et une clôture avec des portes en pierre fut installée. Par la suite, Ivanovskoïé devint la propriété de la comtesse Agrafena Feodorovna Zakrevskaïa, de la comtesse Sofya Vasilyevna Keller et de la famille Bakhrouchine, qui en fit don gratuitement en 1916 à la municipalité de Moscou pour la création d'un établissement médical et éducatif pour orphelins..

#### Plechtcheïevo
Les terres sur lesquelles se trouve actuellement l'ancien domaine de Plechtcheïevo sont connues depuis le XIVe siècle, époque à laquelle elles appartenaient au prince de Tchernigov Fiodor Byakont. Son fils cadet, Alexandre, ancien boyard de Dmitri Donskoï, reçut le surnom de Plechtcheï en raison de sa silhouette large d'épaules, devenant ainsi le fondateur de la célèbre famille Plechtcheïev (d'où le nom du domaine). Au XVIIe siècle, ces terres passèrent aux boyards Morozov, puis à Vassili Petrovitch Pospelov (en son honneur, les paysans baptisèrent le domaine de Plechtcheïevo Pospelov ou Pospelkov). À partir de la seconde moitié du XVIIe siècle, Plechtcheïevo-Pospelovo appartint au conseiller d'État Alexandre Ivanovitch Perepechine. Au début du XIXe siècle, Plechtcheevo passa au prince Alexandre Alexandrovitch Tcherkasski, qui commanda en 1820 un projet pour son domaine à l'architecte Evgraf Dmitrievitch Tiourine. Ainsi, une maison principale en briques de style classique et le premier étage de l'aile des domestiques furent construits (le deuxième étage fut plus tard réalisé par l'architecte Dmitri Andreïevitch Koritski). Par la suite, le domaine passa aux mains de la famille Lazarov, puis de la famille von Meck. À leur invitation, le compositeur russe Piotr Ilitch Tchaïkovski visita Plechtcheevo en 1884 et 1885, où il composa sa « Fantaisie de concert ». En 1908, les propriétaires transformèrent le domaine en cimenterie. En 1919, le domaine abrita une colonie de travail pour enfants, puis, depuis 1925, un dispensaire antituberculeux et, pendant la Grande Guerre patriotique, l'école de tirailleurs féminins de Podolsk..
La maison-musée de Lénine mérite également d'être mentionnée. La famille Oulianov a vécu quelque temps à Podolsk, et Lénine y a séjourné à plusieurs reprises..

### Sculptures urbaines

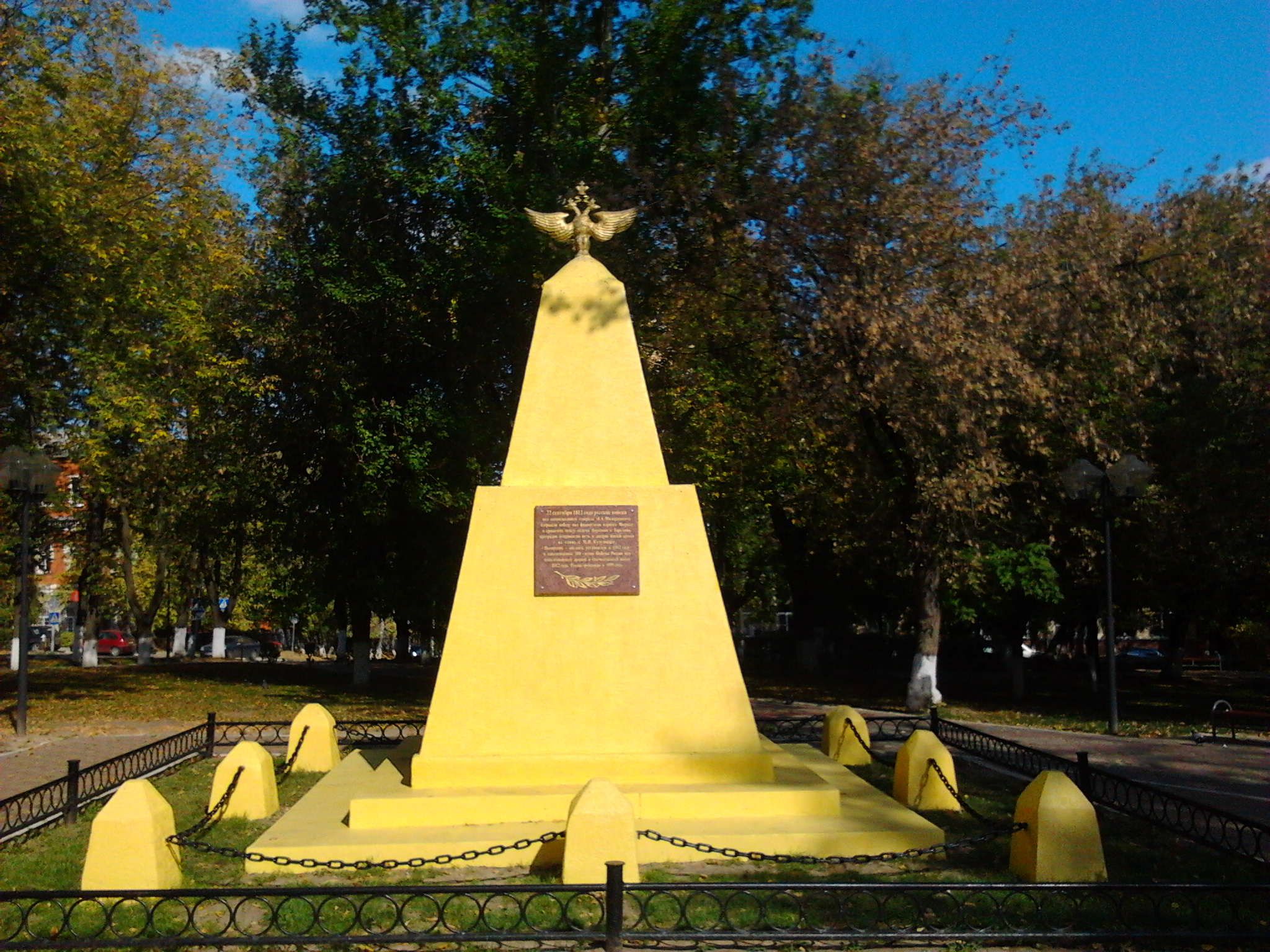
Monument à Podolsk dédié à la manœuvre de Tarutino de 1812

La ville compte de nombreux monuments, panneaux et plaques commémoratifs. Les plus célèbres sont : 

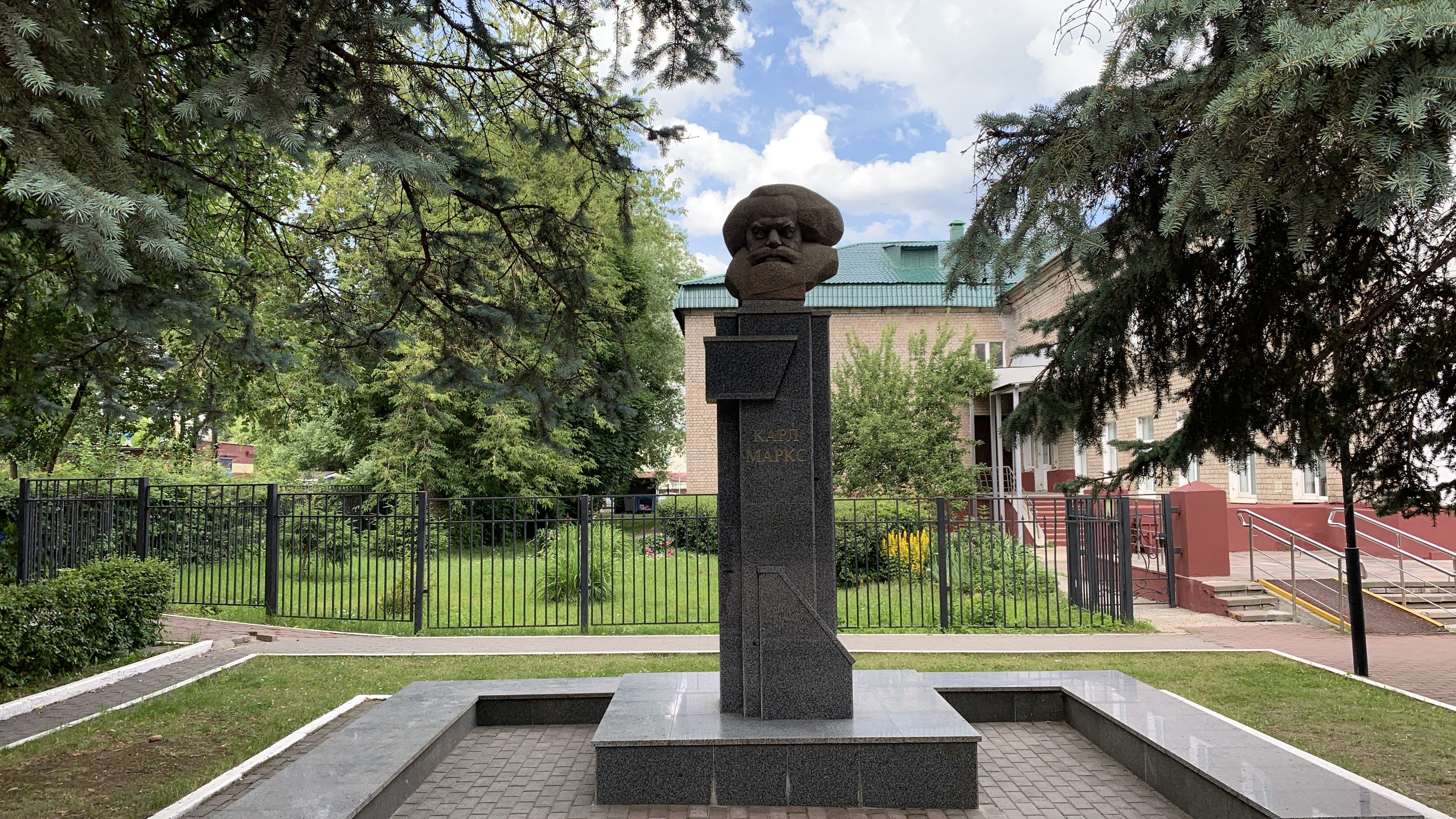
Monument à Karl Marx (Podolsk)

- Monument à Karl Marx (Podolsk)Monument à Lénine. Sculpteur - Z. I. Azgur, architecte - L. P. Zemskov[73]. Il a été érigé sur la place centrale de la ville, nommée en son honneur, le 29 octobre 1958, à l'emplacement d'un hôtel en bois de deux étages, surnommé populairement la « Maison du Paysan ».[74].Le leader de la Révolution socialiste d'Octobre visita la ville en juillet 1900. Auparavant, en mai 1898, la famille Oulianov s'était installée à Podolsk. Des lettres de Lénine, alors en exil en Sibérie, furent envoyées à la ville, avec des instructions sur la publication de ses œuvres et sur la communication avec la résistance révolutionnaire. Durant son séjour à Podolsk, Lénine réfléchit aux problèmes complexes du transport du premier journal marxiste illégal panrusse de l'étranger vers la Russie, et des emplacements et adresses illégaux furent prévus (ce qui assura la publication de l'Iskra)..

- Monument aux cadets des écoles militaires de Podolsk, Avec des unités de la 43e armée, ils ont repoussé l'assaut des troupes nazies et ont permis de gagner du temps pour amener les réserves à Moscou. Lors de la bataille de Moscou, les cadets de Podolsk ont détruit environ 5 000 soldats et officiers allemands, ainsi qu'une centaine de chars et de véhicules blindés de transport de troupes.. Le monument a été inauguré le 7 mai 1975 à l'intersection des rues Kirov, Parkovaïa et Arkhivny Proezd. Sa fabrication a été confiée à l'usine de construction mécanique S. Ordjonikidze.[75].

- Ensemble architectural et sculptural sur la place Slavy (anciennement Place du 50e anniversaire de la Place d'Octobre), dédiée à la Grande Guerre patriotique de 1941-1945. Auteurs : Yu. Lyubimov et L. Zemskov. Érigée en novembre 1971. Sur une grande dalle de béton sont sculptés des soldats soviétiques fonçant au combat armés de grenades et de mitrailleuses, ainsi que l'inscription : « Aux héros de Podolsk, qui ont défendu leur patrie, leur honneur et leur liberté au prix de leur vie.» En 2010, l'ensemble a été reconstruit : à droite de la dalle sculptée représentant des soldats soviétiques et de la stèle, un mémorial a été inauguré pour commémorer les exploits militaires et professionnels des habitants de Podolsk pendant la Grande Guerre patriotique. La flamme éternelle a été placée devant la stèle reconstituée. Le complexe comprend également un monument à la mémoire de nos compatriotes morts en mission internationale en Afghanistan et en Tchétchénie (sculpteur : Artiste émérite de Russie A. A. Rozhnikov, architecte : M. V. Tikhomirov).[76]. Parallèlement, après un appel du conseil des anciens combattants, du travail, des forces armées et des forces de l'ordre à l'administration de la ville, il a été décidé de nommer la place « Place de la Gloire ».[77].
- Monument-obélisque aux grenadiers de Miloradovitch, Tombé sur le territoire de Podolsk en 1812. Consacré et inauguré le 1er octobre 1912, à l'occasion du 100e anniversaire de la guerre patriotique de 1812. La création du monument fut initiée par l'administration municipale de Podolsk et le Zemstvo. Auteurs : sculpteur Chernyshev (réalisation de l'aigle en zinc moulé), ingénieur Grigoriev (supervision de la construction).[78]. Il est situé sur la place de la Cathédrale, devant la cathédrale de la Trinité, entre les rues Bolchaïa Zelenovskaïa, Fevralskaïa et Revolyutsionny Prospekt. Il s'agit d'une haute pyramide tétraédrique surmontée de l'aigle d'Alexandre. Son piédestal rectangulaire est encadré par huit socles pyramidaux reliés par une chaîne massive. Une plaque figure sur le monument : « 22 septembre 1812. Les Russes, sous le commandement du général Miloradovitch, combattant toute la journée entre les villages de Voronov et de Taroutine avec le corps de Murat, bloquèrent la route française vers le camp de l'armée russe dirigée par Koutouzov.» À l'époque soviétique, il fut transformé en monument à Karl Marx, mais fut restauré en 1995.[79].

- Monument à Viktor Vasilyevich Talalikhin. Sculpteur : Z. I. Azgur, architecte : L. P. Zemskov. Inauguré le 9 mai 1960 grâce aux fonds collectés par les membres du Komsomol. Situé dans le parc central de la ville, nommé d'après V. V. Talalikhin, le monument est un buste du héros sur un piédestal en granit. Sur le piédestal figurent l'inscription « À Viktor Talalikhin » et une plaque métallique avec sa biographie et une description de son exploit.
- Monument à Mikhaïl Illarionovitch Koutouzov. Sculpteur - Udalova S. M., architectes - Lyubarskaya O. G., Kudrina S. V. Ouvert en 1995. En 2012, en l'honneur du 200e anniversaire de la guerre patriotique de 1812, le monument a été rénové : les fondations de la stèle ont été refaites, des portraits de commandants russes ayant participé aux événements de 1812 ont été ajoutés à la composition.[80]. Située dans le quartier de Kutuzovo, à l'intersection des rues Sosnovaya et Borodinskaya, cette composition de 22 mètres de haut est surmontée d'une sculpture en acier inoxydable de l'archange Michel.[81].
- Monument à Catherine II. Sculpteur : A. A. Rozhnikov, architecte : M. V. Tikhomirov. Inauguré le 14 septembre 2008. Situé dans le parc Catherine, non loin de la place de la Gare, le monument représente l'impératrice au moment de la signature du décret du 5 octobre 1781, qui stipule : « …nous vous ordonnons très gracieusement de rebaptiser le village économique de Podol en ville… »[82]

- Monument à Alexandre Sergueïevitch Pouchkine. Auteur : Viktor Mikhaïlovitch Mikhaïlov. Inauguré le 6 juin 1999 et installé à l'occasion du bicentenaire de la naissance du poète, il est situé dans le parc à droite du bâtiment administratif de Podolsk (d'autres emplacements ont été suggérés : le domaine d'Ivanovskoïe, le parc devant le centre communautaire de Lepse, le parc-place près de l'ancien comité municipal). Le monument est un buste du poète en granit rouge-brun, posé sur une colonne de granit noir. Les mains du poète sont placées près du portrait de Kiprensky, la main droite sur l'épaule et la gauche sur le buste. Le piédestal porte l'inscription : « Mon ami, consacrons les plus beaux élans de notre âme à la patrie. »[83].
- Sculpture en bronze "Justice". Auteur : D. V. Kukkolos. Installée le 23 décembre 2005 sur le site du nouveau bâtiment du tribunal municipal de Podolsk. La déesse de la justice de Podolsk arbore des attributs classiques (balance, épée, bandeau) et tient dans sa main droite un bouclier orné des armoiries de la Russie.[84].
- Buste d'Alexandre Vassilievitch Nikouline — Citoyen d'honneur de la région de Moscou, Citoyen d'honneur de la ville de Podolsk, premier maire élu au suffrage universel de la ville (1992-2003). Érigé le 6 octobre 2012 dans le parc situé près de la maison 34/29, perspective Revolyutsionny. Sculpteur : A. Pliev, architecte : M. Korolev.[85],[86].
- Monument à Alexeï Arsentievitch Dolgy — Héros du travail socialiste, directeur général de l'usine de construction mécanique de Podolsk, nommée d'après S. Ordjonikidze (1960-1974). Il a été à l'origine de la création de l'école professionnelle n° 27 et de la première piscine couverte de la ville. Grâce à sa participation active, un monument aux cadets de Podolsk a été érigé à Podolsk et le palais du domaine d'Ivanovskoïe a été restauré.[87]. Le monument a été érigé le 6 octobre 2012 dans le parc situé au 7 rue Parkovaya.[88].
- Monument à Lev Nikolaïevitch Tolstoï, Il a traversé Podolsk à trois reprises pour se rendre à Iasnaïa Poliana. Il a été installé le 6 octobre 2013, rue Kirov, devant la Sberbank de Russie et la Promsberbank (l'emplacement du monument a ensuite été rebaptisé boulevard Léon Tolstoï). Il a été érigé à l'occasion du 185e anniversaire de l'écrivain. Sur le piédestal figure l'inscription suivante : « L'homme est comme une fraction : le numérateur est ce qu'il est, et le dénominateur est ce qu'il pense de lui-même. Plus le dénominateur est grand, plus la fraction est petite.» Sculpteur : A. A. Rozhnikov[89].
- Composition sculpturale des saints fidèles, patrons orthodoxes de la famille « Pierre et Fevronia ». Elle a été installée sur la place des Jeunes Mariés, face au bureau d'état civil de la ville, à l'automne 2013, à la veille du 232e anniversaire de Podolsk. Le sculpteur était S. V. Rezepov, qui en a fait don à la ville.[90].
- Composition sculpturale « Poisson rouge ». Elle a été installée sur le quai des Arts à l'automne 2013, à la veille du 232e anniversaire de Podolsk. Le sculpteur était S. V. Rezepov, qui a fait don de la composition à la ville.
- Monument aux habitants de Podolsk qui ont liquidé les catastrophes d'origine humaine — уinstallée le 3 septembre 2004. Auteur de la sculpture - Victor Mikhailov[91].
- Monument à M. Yu. Lermontov sur Silikatnaya — Inaugurée le 5 octobre 2014 sur le site de l'école n° 33. Auteur : Sergey Rezepov. La sculpture est en bronze.[92].
- Monument à M. Yu. Lermontov dans le parc central de culture et de loisirs de Talalikhin — Inaugurée le 12 septembre 2015 sur le territoire du Parc central de culture et de loisirs de Talalikhin, la sculpture est l'œuvre d'Ivan Korzhev.[93].
- Monument à Vasily Vasilyevich Stekolnikov — Héros du travail socialiste, directeur d'OKB Gidropress. Inauguré le 21 décembre 2016 dans le parc de la rue Stekolnikova.[94].
- Monument à Evgueni Efimovitch Karelov — Réalisateur et scénariste. Inauguré le 5 novembre 2016, rue Leningradskaïa. Sculpteur : Alexander Rozhnikov.[95].
- Monument à Vassili Polenov — Célèbre artiste russe. Inaugurée en octobre 2017 dans le parc Dubrava du quartier de Klimovsk, cette sculpture en bronze, représentant l'artiste devant un cadre baguette traversant posé sur un chevalet, en compagnie d'un petit chat et d'un chien, a été réalisée par l'artiste émérite de la Fédération de Russie, le sculpteur Alexandre Rojnikov, et l'architecte Mikhaïl Tikhomirov.[96].

### Institutions culturelles

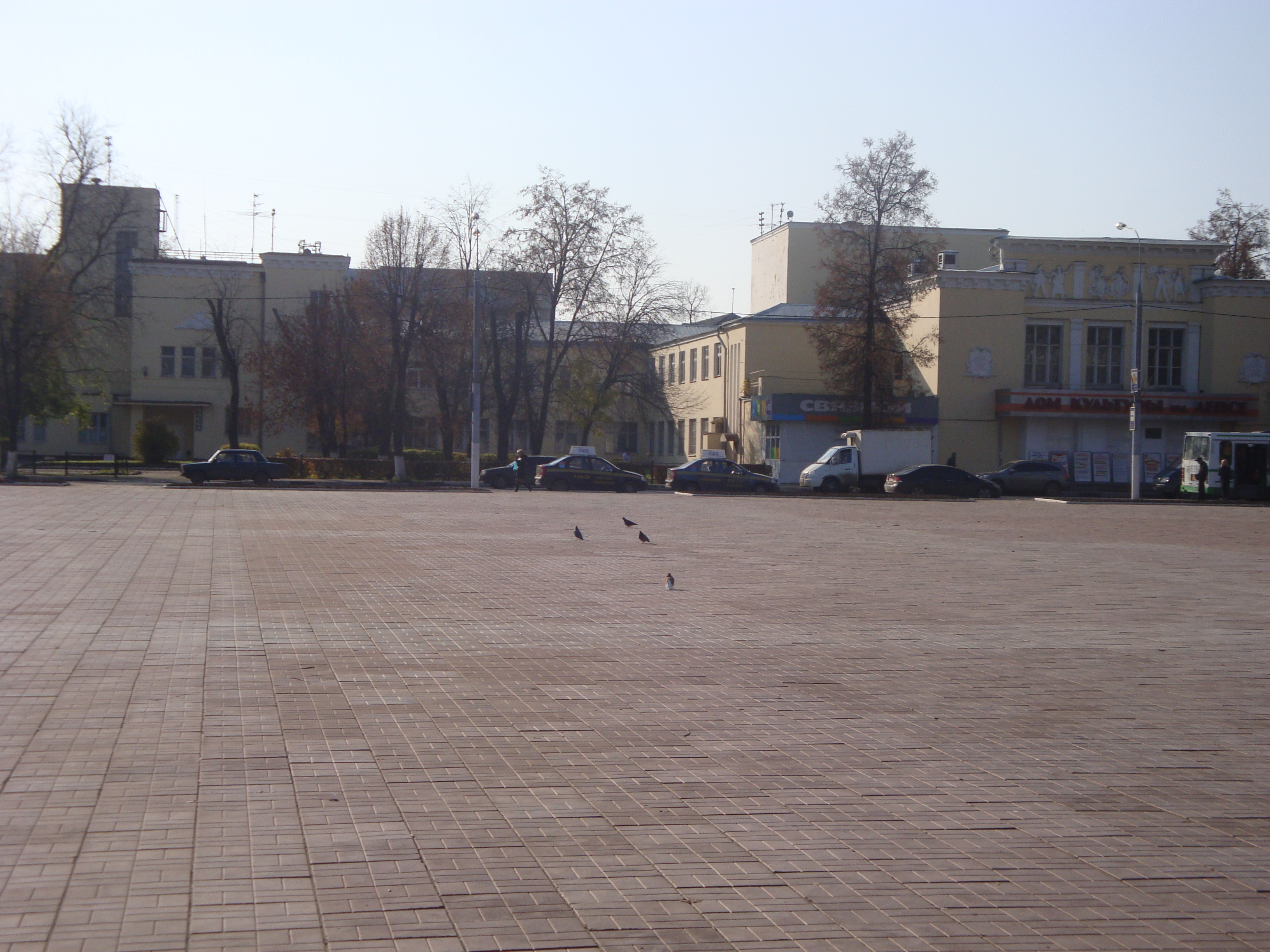
Maison de la culture Lepse à Podolsk

La ville possède un musée d'histoire locale, la réserve historique et commémorative de Podolie, le musée russe de l'enseignement professionnel, une salle d'exposition, neuf centres culturels (les plus importants sont le Centre culturel Lepse, le Centre culturel Oktyabr et le Centre culturel Karl Marx), ainsi qu'une salle de cinéma et de concert dans le bâtiment administratif de la ville.
Le musée d'histoire locale de Podolsk a été inauguré le 11 juin 1971. L'exposition, consacrée à l'histoire de Podolsk, est située dans l'ancien bâtiment principal des bureaux du gouvernement, qui faisait partie du complexe administratif. Ce complexe est le seul vestige de l'époque de l'empereur Nicolas Ier à Podolsk. Les bureaux du gouvernement, désignés sur le plan de la ville de 1849 comme un « château-prison », occupaient un espace rectangulaire. Le bâtiment principal de deux étages (place Sovetskaïa, bâtiment 7) donnait sur la place principale de la ville.

Musée-Réserve « Podolie »

La surface d'exposition est de 150 m² et accueille en moyenne 35 500 visiteurs par an. Le musée dispose également d'archives, d'une bibliothèque scientifique et d'un groupe d'experts.. En décembre 2017, un Centre d'information touristique (CIT) a été créé dans les locaux du musée d'histoire locale, où vous pourrez vous informer sur les excursions, les fêtes et jours fériés de la ville, ainsi que sur le travail des institutions culturelles..
Le musée-réserve historique et commémoratif de Podolsk, inauguré le 7 novembre 1937 et situé dans la maison de l'enseignante V.P. Kedrova, où vécurent les proches de Lénine en 1900, est particulièrement intéressant. Le musée est basé sur la maison-musée de Lénine. L'exposition permanente est également consacrée à l'histoire, à la culture et à la vie de Podolsk aux XIXe et XXe siècles. La surface d'exposition est de 300 m², le parc de 13,1 hectares et accueille en moyenne 1 700 visiteurs par an. Le musée dispose d'une bibliothèque scientifique et d'un groupe d'experts.
La ville dispose d'un réseau de bibliothèques diversifié, qui comprend 16 bibliothèques. Les plus importantes sont la bibliothèque centrale, située rue Sverdlova et comptant 13 antennes, et la bibliothèque centrale pour enfants, située sur la perspective Revolyutsionny. Ces dernières années, nombre d'entre elles ont bénéficié de rénovations majeures, des postes de travail informatisés ont été aménagés pour les lecteurs et un réseau local est en cours de création pour organiser un espace d'information unique.. En 2007, plus de 40 000 lecteurs ont utilisé les services des bibliothèques municipales et la collection totale de la bibliothèque s'élevait à plus de 500 000 exemplaires de livres..En 1886, le premier livre en braille en russe a été publié à Podolsk.

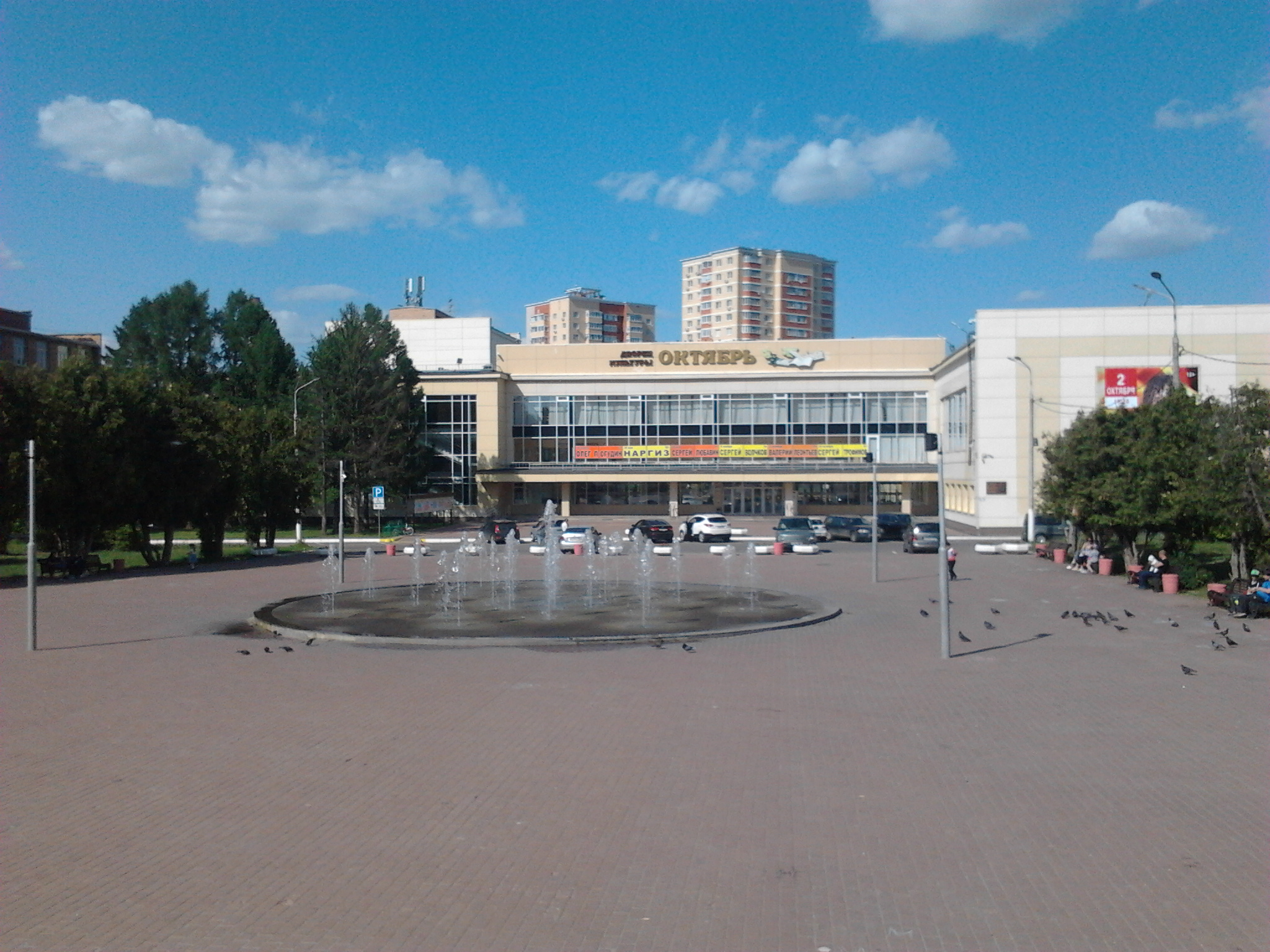
Palais de la Culture « Octobre »

Depuis le 27 juin 1977, la ville abrite le Palais des expositions de Podolsk, qui accueille au moins quatre expositions simultanées. L'exposition permanente est consacrée à la Grande Guerre patriotique. La surface d'exposition est de 1 100 m² et accueille en moyenne 22 667 visiteurs par an.. Sur le territoire de l'ancienne usine d'eau fruitière se trouve un centre social et culturel avec une galerie d'art urbaine..  La plus grande institution culturelle de Podolsk est le Palais de la Culture Oktiabr, construit en 1975. Sa construction a été décidée par la direction de l'usine électromécanique de Podolsk dans les années 1960, car l'ancien club ouvrier ne disposait pas de suffisamment d'espace pour accueillir tous les groupes d'artistes amateurs. En 1998, le Palais de la Culture est devenu une institution culturelle municipale.. Actuellement, le bâtiment Oktyabr abrite un théâtre et une salle de concert pouvant accueillir 850 personnes., Une grande salle de sport, une salle de danse, un atelier de chorégraphie, des concerts, des spectacles et des fêtes sont régulièrement organisés. L'équipe artistique comprend notamment l'ensemble folklorique « Istoki », l'ensemble de danse folklorique « Puls Vremeni », le studio de musique « Raduga » et le studio de ballet du Centre de créativité théâtrale pour enfants « Sinyaya Ptitsa »..Des réunions régulières du club photo municipal « 50 mm » sont organisées.
En 2008, le Théâtre dramatique de Podolsk a été créé autour de troupes de théâtre de premier plan..La ville compte également des cinémas : Karo Film, devenu en 2003 le premier multiplexe de la région de Moscou. et le multiplexe « Silver Cinema ».
Les Archives centrales du ministère de la Défense de la Fédération de Russie sont situées à Podolsk.

## Population
Recensements (*) ou estimations de la population
| 1856  | 1897* | 1926*  | 1939*  | 1959*   | 1970*   | 1979*   |
| ----- | ----- | ------ | ------ | ------- | ------- | ------- |
| 3 700 | 3 798 | 19 335 | 72 409 | 129 429 | 168 706 | 201 769 |

| 1989*   | 2002*   | 2010*   | 2014    | 2015    | 2016    | 2017    |
| ------- | ------- | ------- | ------- | ------- | ------- | ------- |
| 209 178 | 180 963 | 187 961 | 218 537 | 223 896 | 293 765 | 299 660 |

| 2018    | 2019    | 2020    | 2021    | 2023    | 2024    | - |
| ------- | ------- | ------- | ------- | ------- | ------- | - |
| 302 831 | 304 245 | 308 130 | 314 934 | 312 400 | 312 911 | - |

Depuis 2007, la population de la ville de Podolsk a augmenté, ce qui reflète la dynamique positive d'indicateurs tels que l'augmentation du taux de natalité, la réduction de la mortalité et l'augmentation de l'augmentation de la migration due à la construction intensive de logements. Podolsk est la deuxième ville la plus peuplée de la région de Moscou après Balashikha (530 311). Selon le service des migrations de la ville, la population de Podolsk, en tenant compte des personnes réellement résidentes, s'élevait à 237 à 240 mille personnes contre 193 435 officiellement enregistrés.
Ainsi, au cours des dernières années, la croissance de la population dans la ville par année était: 582 personnes en 2007 (la croissance a été enregistrée pour la première fois en 17 ans), 2457 en 2008, 664 en 2009, 3758 personnes en 2010, 2388 personnes en 2011, 4 800 en 2012 et 13 600 en 2013.
D & apos; après les statistiques de 2011, l & apos; amélioration de la situation socioéconomique de la population a entraîné une légère baisse du taux global de mortalité (15,2% en 2009; 17,4% en 2009) et une augmentation du taux global de natalité (14,6% en 2009; 10,9% en 2009)..
En 2011, 2752 personnes sont nées à Podolsk (augmentation du taux de natalité par rapport à 2010-379 personnes ou 5,6 %), dont 1411 garçons et 1341 filles. Dans le même temps, 1 461 premiers — nés sont nés dans les familles podolchan, les deuxièmes enfants — 995 (augmentation de 7,5%), les troisièmes — 227, les quatrièmes — 46, les cinquièmes — 15 enfants, les sixièmes — 4, les septièmes — 1, les huitièmes — pas, plus de huit-3. Les noms les plus populaires donnés par les parents à leurs enfants en 2011 étaient: les garçons — Artem, Ivan, Dmitry, les filles — Anastasia, Daria, Maria. Les noms les plus rares sont Savva, Saule, Albert, svyatozar, Camilla, Maya, Elina, Sabina, Miroslava.
Le taux de mortalité a diminué de 9,6% en 2011 par rapport à 2010, de 17% par rapport à 2006 %. En 2011, 2861 personnes sont mortes et en 2010, 3163 personnes. L & apos; espérance de vie moyenne à Podolsk était de 68 ans en 2011: 74 pour les femmes et 63 pour les hommes (respectivement 72 et 61 en 2006). Les maladies du système cardiovasculaire (57 %)continuent d'être les principales causes de décès.
Malgré une évolution démographique positive et une diminution de 10 fois par rapport à 2009 (109 en 2011 contre 1 178 en 2009), les taux de mortalité continuent de dépasser les taux de natalité. En conséquence, le taux de déclin naturel en 2011 était de -0,6 ppm (-6,4 ppm en 2009).
Compte tenu de l & apos; instabilité de cet effet démographique (diminution de la proportion de femmes en âge de procréer en raison de la faiblesse de la démographie dans les années 90; taux de mortalité élevé), la seule source d & apos; accroissement de la population dans les conditions actuelles est la migration extérieure, qui contribue à l & apos; accroissement de la population permanente. Selon les statistiques, en 2009, la croissance migratoire à Podolsk était de 1 842 personnes (3 527 personnes sont arrivées et 1 685 ont quitté), et en 2011 — 4 500 personnes (6 800 personnes sont arrivées et 2 300 ont quitté). Le taux de croissance migratoire en 2009 est de 10,1 pour mille et en 2011 de 23,5 pour mille. Structure des migrants dans la ville: 10 % — ressortissants étrangers, 11 % — résidents de la région de Moscou, 79 % — résidents d'autres sujets de la Russie. Proportion de migrants en âge de travailler en 2011: 78,2 %.
La structure par âge de la population au début de 2011 était la suivante: la proportion de personnes de moins de 16 ans — 14,7 %, en âge de travailler — 60,3 %, plus en âge de travailler — 25 % (total dans la ville était sur le compte de 56 794 retraités).
En 2011, l'économie de la ville employait 93 mille personnes. Cela représentait plus de 90 % de la population économiquement active ou 50 % de la population permanente de la ville.Environ 54 000 personnes travaillaient dans les grandes et moyennes entreprises (dont l'industrie-25 %, dans le logement-11%, dans les organisations scientifiques-6 %, dans les transports et les communications-6 %, dans la construction-4 %, dans le secteur budgétaire - 21 %). De nombreux habitants de la ville (en 2011 — plus de 20% de la population) se rendent chaque jour à Moscou et dans d'autres villes voisines pour travailler, formant une migration pendulaire. Parmi eux, il y a des spécialistes et des travailleurs hautement qualifiés. Dans le même temps, en raison de la présence de grandes entreprises à Podolsk, principalement dans l'industrie manufacturière, jusqu'à 10 % du personnel sont des résidents d'autres régions.
Après l'unification avec le District de Podolsk dans le District de la ville de Podolsk (Loi de la région de Moscou № 81/2015-OZ "sur la transformation du District de la ville de Podolsk, District de la ville de klimovsk, règlement de la ville de Lviv District municipal de Podolsk, règlement rural Dubrovitsky District municipal de Podolsk, règlement rural Lagovskoe District municipal de Podolsk et règlement rural Strelkovskoe District municipal de Podolsk, sur le statut et l'établissement de la frontière de la nouvelle formation municipale"», la population du District de la ville était de 317 551 personnes, y compris la ville elle-même-290 987 personnes, y compris dans les anciennes frontières qui existaient avant l'été 2015-223 896 personnes. (2015), ainsi que inclus dans la ligne urbaine de Podolsk, la ville de klimovsk (56 239 personnes,2015) et le village de Lviv (10 852 personnes, 2015)
Composition nationale
Lors du recensement de 2020, les nationalités suivantes (nationalités inférieures à 0,1% et autres, voir Note de bas de page à la ligne «Autres»):
| Nationalité    | Nombre, personnes. | Part     |
| -------------- | ------------------ | -------- |
| Russes         | 259 739            | 82,47 %  |
| Ukrainiens     | 2435               | 0,77 %   |
| Arméniens      | 2221               | 0,71 %   |
| Tatars         | 2165               | 0,69 %   |
| Tadjiks        | 1224               | 0,39 %   |
| Ouzbeks        | 1038               | 0,33 %   |
| Biélorusse     | 685                | 0,22 %   |
| Azerbaïdjanais | 533                | 0,17 %   |
| Moldave        | 517                | 0,16 %   |
| Géorgiens      | 341                | 0,11 %   |
| Kirghiz        | 340                | 0,11 %   |
| Mordves        | 315                | 0,10 %   |
| Autrui         | 43 381             | 13,77 %  |
| Total          | 314 934            | 100,00 % |

Religion
La ville compte plusieurs communautés religieuses, dont la plupart sont chrétiennes. Le plus grand est orthodoxe. Les paroisses et les églises orthodoxes sont subordonnées au doyenné de Podolsk du diocèse de Podolsk de l'Église orthodoxe russe. Podolsk il y a des paroisses et des associations de différentes directions religieuses: l'Église des chrétiens Adventistes du septième jour, l'Église de Jésus-Christ.Depuis 1998, il existe une organisation religieuse islamique «Rahman». Le 4 juillet 2010, la première mosquée de la ville a ouvert ses portes.

## Sport

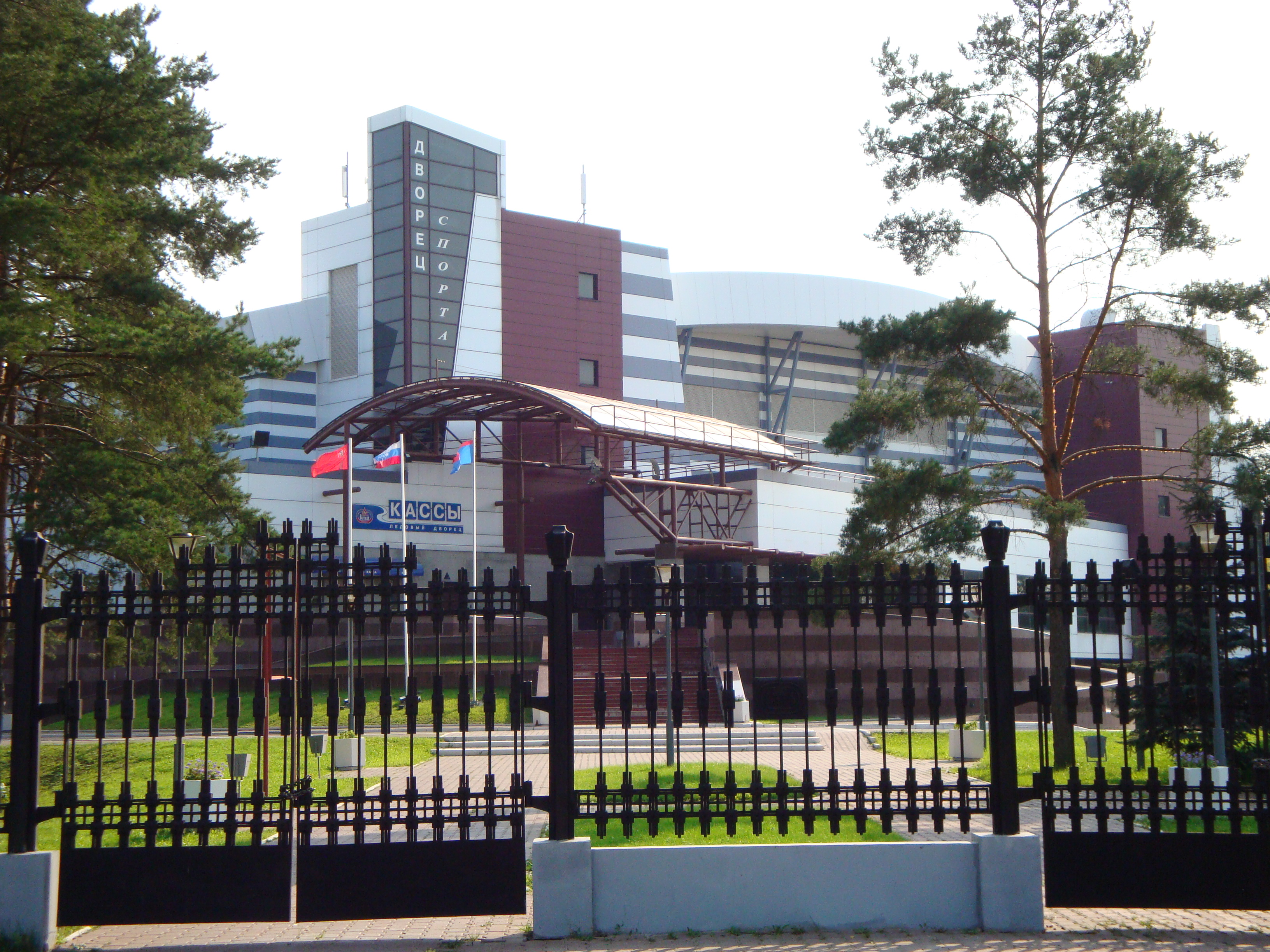
Palais des sports de glace «Vityaz»

La ville abrite des installations sportives-le palais des sports de glace «Vityaz«, le stade» Trud«, le palais» Sport-service«, les clubs sportifs» DK Octobre «et»Cosmos". Complexes équestres "Favorite" et "Prestige".
La tribune sportive la plus célèbre de la ville est le palais de glace "Vityaz", construit en 2000 et pouvant accueillir 5 500 personnes. Le bâtiment principal du complexe comprend une arène avec une glace artificielle, un restaurant, un café-bar pour les journalistes, 5 cafés à service rapide. Un court de tennis couvert jouxte le bâtiment principal. En plus des événements sportifs, le complexe accueille divers concerts, événements de masse, tournage d'émissions de télévision. À cette fin, la patinoire est transformée en scène de concert et en parterre (la capacité du parterre et des tribunes est de 6 800 personnes). À l'origine, le palais de glace «Vityaz» était l'arène de la maison pour l'équipe de hockey du même nom, qui joue dans le championnat de Russie. Cependant, en 2003, elle a déménagé dans la ville de Tchekhov. De 2008 à 2009, le palais de glace était le domicile du Club de hockey Lynx, fondé en 2008 et évoluant dans les ligues Majeures. De 9 à 11 décembre 2011 dans le centre d'entraînement du palais de Glace a eu lieu le premier dans l'histoire du mouvement paralympique russe tournoi international de hockey sur glace. Avant le début de la saison 2013/2014, le palais de glace est redevenu l'arène du Club de hockey «Vityaz».
Le 13 septembre 2008, après la reconstruction, le stade Trud a été inauguré, qui est un complexe de deux tours pouvant accueillir 13 000 spectateurs avec un terrain de football et des tapis roulants. L'ancien stade, qui pouvait accueillir 22 500 spectateurs, était le plus grand de la région de Moscou. En outre, il était le seul dans la région de Moscou, où "dormait" la flamme olympique de 1980: l'été de cette année-là, la ville a passé le relais du feu. La ville a longtemps conservé les rares anciens lampadaires soviétiques-lampadaires avec anneaux olympiques. Ces derniers ont été démantelés dans les années 2000 lors de la reconstruction de l'Allée des Sauveteurs et du Square de la rue Stekolnikov. Sous les deux tribunes du nouveau stade se trouvent six salles de sport. Sous l'est — pour les arts martiaux, la chorégraphie et l'entraînement physique général. Sous la tribune ouest — jeu, pour la mise en forme et cardiosal. Sous l'une des tribunes se trouve également un hôtel de 84 places. Le stade Trud est la maison du Club de football Vityaz, qui joue dans le championnat amateur de Russie (le Club a également joué en Première et Deuxième divisions).. Dans la LFL et La deuxième division, Podolsk a également été représenté par le Club de football Avangard.
En plus du stade» Trud«, dans la ville il y a des stades plus petits» Zenit «et»Planeta". Le stade Zenit, qui existe depuis les années 1930, est situé dans le quartier du Parc et est le plus ancien stade de Podolsk et l'un des plus anciens stades de la région de Moscou. À la fin des années 1950 et au début des années 1960, il a accueilli des matchs du championnat d'URSS de football avec la participation des équipes de Moscou «Torpedo» et «Spartak». À l'heure actuelle, sur le nouveau terrain du stade, ouvert en 2006, il y a des cours de football dussh «Vityaz», ainsi que des matchs de football des championnats et des championnats de la ville de Podolsk. La capacité des tribunes est de 250 places assises. Le stade Planet existe depuis 1947 et était auparavant le stade de l'usine. Orzhonikidze. Il dispose de deux terrains chauffés toutes saisons avec gazon artificiel (l'un est de taille normale et l'autre est de mini-football) Et dispose de 3050 places dans les tribunes.
En 2007, une Académie de tennis a été ouverte pour préparer les athlètes au tennis. L'Académie est située à côté du palais de glace «Vityaz " et comprend 4 courts intérieurs et 5 extérieurs, une salle de sport et un complexe hôtelier. En octobre 2007, l'Académie a accueilli la coupe du gouverneur de la région de Moscou de tennis.
La ville a construit des bases modernes pour la formation de l'équipe de ski russe. Les athlètes sont formés au tennis de table, à la boxe, au judo, à la lutte gréco-romaine, au hockey et au volley-ball.

## Personnalités
- Bagayoko Aminata Traore (1978-), femme politique malienne, est née à Podolsk.
- Roman Safiullin (1997-), joueur de tennis professionnel, est né à Podolsk.
- Vera Sviridova (?-2011), maire adjointe de la ville.